# Lista de personagens de Glee
Glee é uma série de televisão musical comédia-dramática que vai ao ar na Fox dos Estados Unidos. Incide sobre o glee clube "New Directions" do colégio William McKinley High School competindo em competições de coral, enquanto seus membros lidam com os relacionamentos de adolescentes, como sexualidade e questões sociais. O elenco principal inicial abrangeu o diretor do clube e professor de espanhol Will Schuester (Matthew Morrison), a treinadora das líderes de torcida Sue Sylvester (Jane Lynch), a conselheira de orientação Emma Pillsbury (Jayma Mays), a esposa de Will Terri (Jessalyn Gilsig), e os oito membros do clube interpretados por Dianna Agron, Chris Colfer, Kevin McHale, Lea Michele, Cory Monteith, Amber Riley, Mark Salling e Jenna Ushkowitz. Para a segunda temporada, membros recorrentes do elenco como Mike O'Malley, Heather Morris e Naya Rivera foram promovidos ao elenco principal. Na terceira temporada o elenco principal cresceu para quinte, com Harry Shum, Jr. e Darren Criss promovidos a ele, enquanto Gilsig e O'Malley não receberam tanto destaque. A quarta temporada começou com quartoze no elenco principal, com Chord Overstreet promovido, e Mays e Agron rebaixados para elenco recorrente. A quinta temporada viu a maior mudança, com a morte de Monteith, e Morris, Riley, Salling e Shum indo para o estado recorrente. Ao mesmo tempo, Jacob Artist, Melissa Benoist, Blake Jenner, Alex Newell e Becca Tobin foram promovidos ao elenco principal.
A Sexta Temporada teve no Elenco PrincipalChris Colfer,Lea Michele,
Chord Overstreet, Darren Criss , Matthew Morrison Jane Lynch Amber Riley  e Kevin McHale  Vários antigos personagens voltaram para fazer algumas participações na Ultima temporada da Serie.
A série tem muitos personagens de apoio, incluindo os membros do corpo docente, alunos e familiares dos membros do clube glee. Incluindo estrelas da Broadway como Idina Menzel, John Lloyd Young, Jonathan Groff, Phoebe Strole e Kristin Chenoweth. Alguns dos principais atores foram lançados diretamente da Broadway, enquanto que aqueles sem fundos teatrais eram obrigados a demonstrar saber cantar, dançar e ter capacidade de agir.

## Elenco

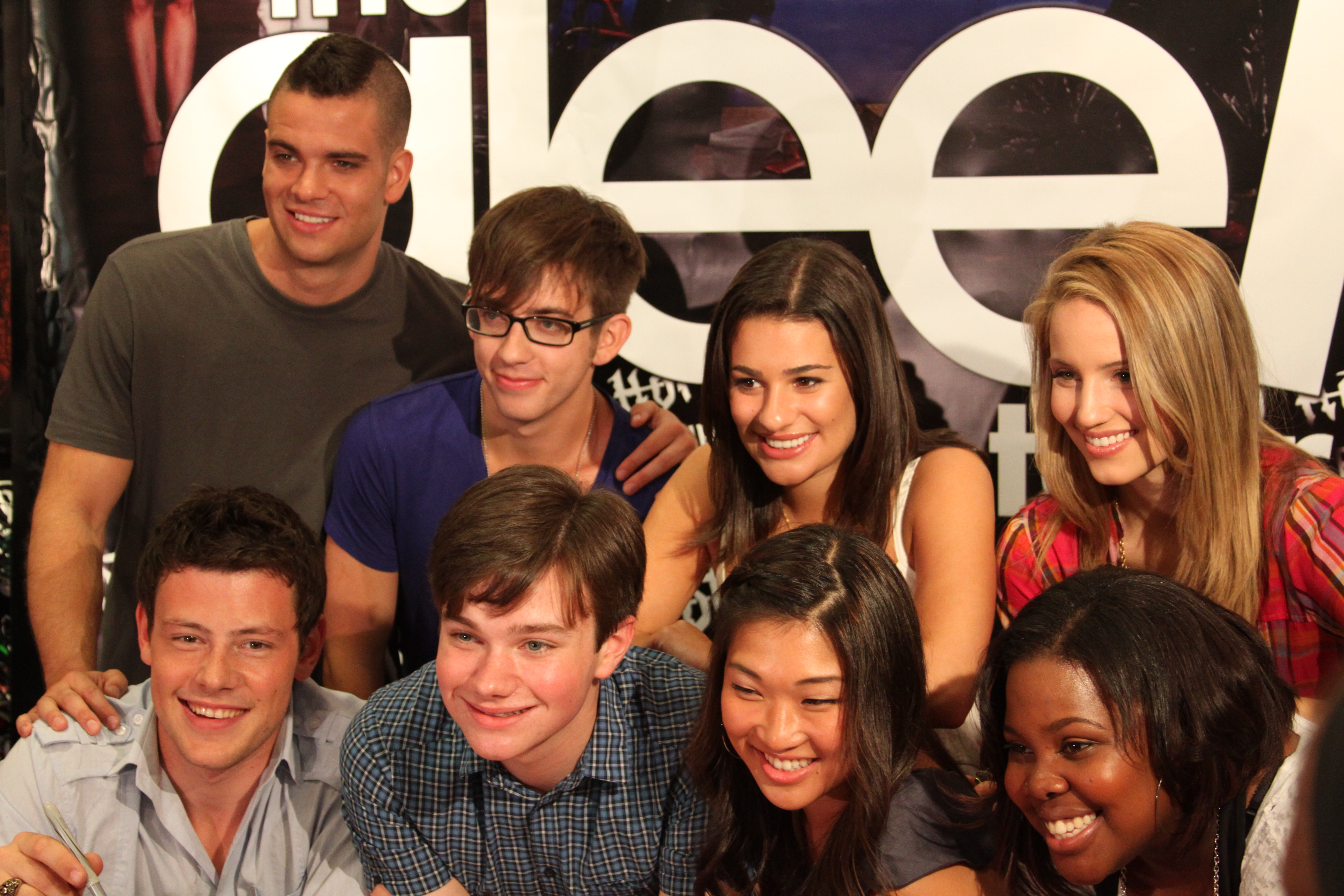
Membros originais do elenco de Glee: (sentido horário de volta à esquerda) Mark Salling, Kevin McHale, Lea Michele, Dianna Agron, Amber Riley, Jenna Ushkowitz, Chris Colfer e Cory Monteith

No elenco de Glee, o criador da série Ryan Murphy procurou atores que poderiam identificar com a personalidade dos personagens em papéis teatrais. Em vez de usar elenco de rede tradicional, Murphy passou três meses na Broadway, onde ele encontrou Matthew Morrison (Will Schuester), que já havia estrelado no palco em Hairspray e The Light in the Piazza, Lea Michele (Rachel Berry), que estrelou Spring Awakening, e Jenna Ushkowitz (Tina Cohen-Chang), a partir da remontagem da Broadway de The King and I. O papel de Rachel foi escrito especificadamente para Michele.
Chris Colfer (Kurt Hummel) tinha originalmente feito o teste para interpretar Artie Abrams. Embora Colfer não tinha nenhuma experiência profissional anterior, Murphy ficou impressionado com o desempenho de Colfer que criou o papel de Kurt Hummel, em homenagem ao personagem Kurt de The Sound of Music.
Atores e atrizes sem experiência teatral eram obrigaoda a demonstrar sua capacidade de cantar e dançar nas audições. Jayma Mays (Emma Pillsbury) fez o teste com a música "Touch-a, Touch-a, Touch-a, Touch Me" de The Rocky Horror Show, enquanto Cory Monteith (Finn Hudson), inicialmente apresentou uma fita de si mesmo apenas atuando, e foi convidado para apresentar uma fita musical, em que ele cantou "uma versão de vídeo no estilo de músicas bregas dos anos 80" de REO Speedwagon chamada "Can't Fight This Feeling. Cory Monteith tem considerado seu personagem "local", tal como  sua falta de treinamento formal se reflete nas habilidades de seu personagem, Finn Hudson.
Kevin McHale (Artie Abrams) veio de de sua própria boyband, NLT. Ele fez o teste com a canção "Let It Be", testado ao lado de Colfer e Ushkowitz. Jane Lynch foi originalmente destinada a ter um papel recorrente na série, mas tornou-se regular quando saiu o episódio pilot, que ela estava trabalhando para ABC. Dianna Agron (Quinn Fabray) foi a última atriz principal a ser lançada, depois de ter ganho o papel apenas alguns dias antes do episódio piloto começar a ser filmado. Agron fez o teste para Glee vindo de um fundo na dança e atuação. Em uma entrevista de 2009, Agron refere a sua sessão de elenco: "Eu quase não consegui fazer minha audição para o show, eu estava muito nervosa". Com sua boa aparência, Agron certamente parecia a parte, mas os produtores se perguntaram se ela parecia muito inocente. Agron disse em uma entrevista: "Eles me disseram para voltar com o cabelo reto e me vestir mais sexo. Mais tarde na semana, comecei a trabalhar". Agron fez o teste com "Fly Me to the Moon" de Frank Sinatra.  Os produtores de Glee disseram "nós realmente tivemos sorte em encontrar Agron para interpretar Quinn".

## Personagens principais

### Rachel Berry

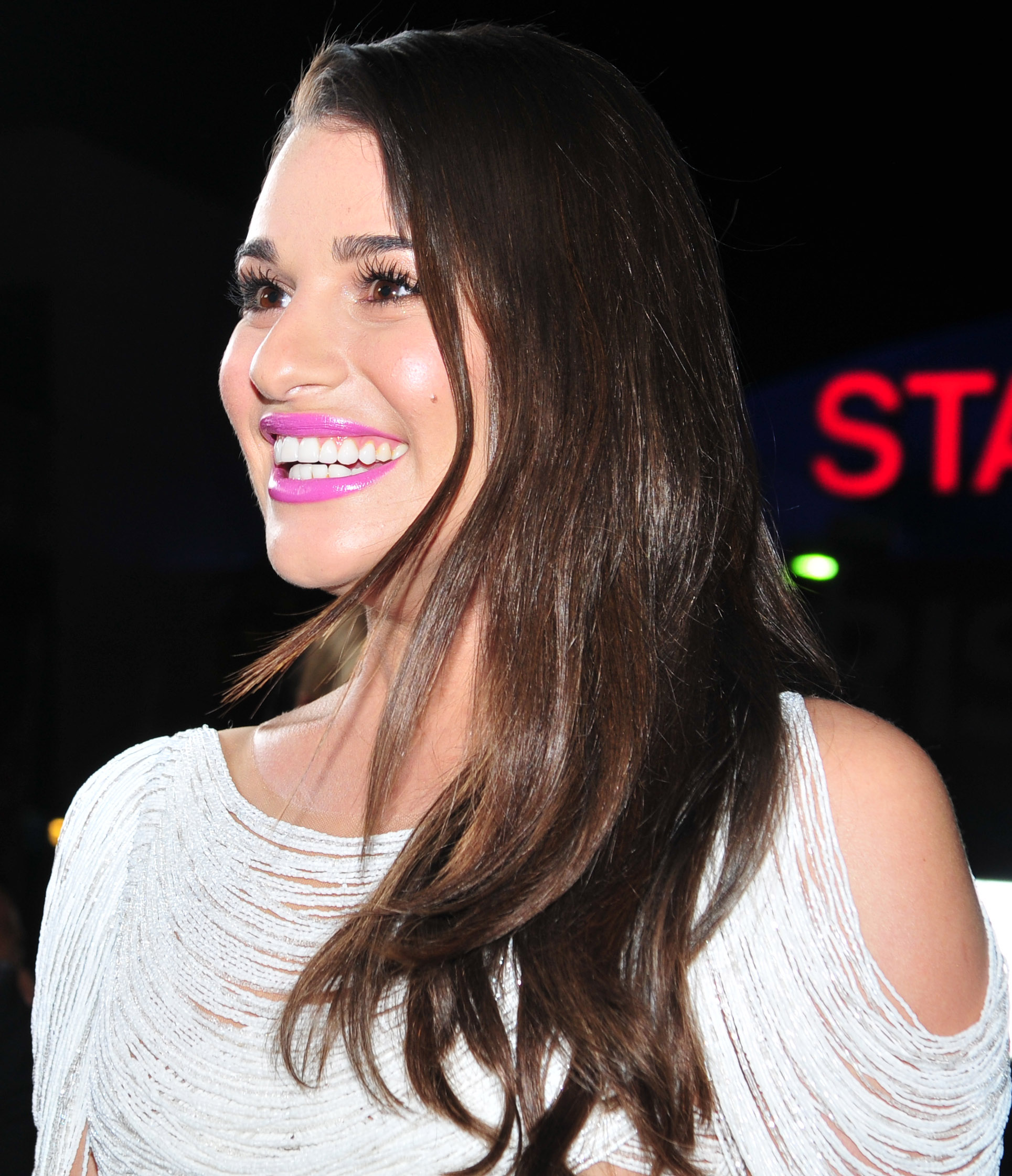
Lea Michele interpreta Rachel Berry em Glee.

Rachel Barbra Berry (Lea Michele) é a personagem principal e é uma "impulsionada, forte", membro do glee clube, que é incompreendida por seus parceiros. Michele assumiu o papel em Glee por causa da caracterização de Rachel, explicando: "Ela não só é uma cantora, mas tem muito coração - Eu acho que é o que precisamos na TV". Michele descreveu os primeiros treze episódios da série como: "jornada de Rachel de encontrar-se dentro do glee clube", explicando que: "Ela está aprendendo a ser uma jogadora de equipe e trabalhar dentro do grupo".
Rachel tem um relacionamento com Finn ao longo da série. Ela passa brevemente a se relacionar com seu melhor amigo Puck, e mais tarde com Jesse St. James (Jonathan Groff), o vocalista do clube coral rival, Vocal Adrenaline, que em última análise, a trai em favor de seu clube. Rachel, que tem dois pais gays, descobre que a treinadora do Vocal Adrenaline, Shelby Corcoran (Idina Menzel) é sua mãe biológica, mas as duas não conseguem forjar um relacionamento. No final da primeira temporada, Finn confessa seu amor por ela. Eles namoram durante o verão e durante vários episódios na segunda temporada, mas se separam quando Rachel fica com Puck em vingança por Finn ter mentido para ela sobre a perda de sua virgindade com Santana na primeira temporada. No final da segunda temporada, eles renovam seu relacionamento depois das Nacionais em Nova Iorque, embora Rachel avise Finn que vai voltar para Nova Iorque para seu bem depois de se formar. No início da terceira temporada, Rachel interpreta Maria na produção da escola de West Side Story, quando ela e Finn se envolvem sexualmente pela primeira vez. No ano novo, Finn pede Rachel em casamento e ela aceita. Embora ela falhe em sua audição para a faculdade de artes dramáticas, NYADA, em Nova Iorque, seu desempenho nas Nacionais em Chicago serve para ela ser aceita, mas Finn é rejeitado de sua escola em Nova Iorque. Após a formatura, no dia do seu casamento, Finn a leva até a estação de trem e anuncia que estará indo para Nova Iorque sem ele.
Enquanto em NYADA, Rachel se esforça para impressionar sua professora de dança, Cassie July (Kate Hudson), e embarca em um novo romance com o veterano Brody Weston, apesar do fato de que ele tem um caso com July. Santana, que se mudou para Nova Iorque, começa a morar com Rachel e Kurt, e suspeita de Brody ser um traficante de drogas. No entanto, ela descobre que Brody é um gigolô e conta a Rachel, que se separa. Rachel acaba ficando presa no transito no dia da estreia de Funny Girl e é substituída por Santana. Rachel então, entra em estúdio para gravar sua nova série "Isso é tão Rachel", porem a série acaba sendo um fracasso e ela decide voltar para Ohio, para reviver o Novas Direções. Onde então leva os alunos até as seletivas.Também na sexta tempora Rachel namora por um tempo Sam, que inicialmente estava hipnotizado por Sue, mas depois fica apaixonado por Rachel. O namoro não dura muito pois no final da série Rachel se casa com Jesse, que também e seu diretor.

### Finn Hudson

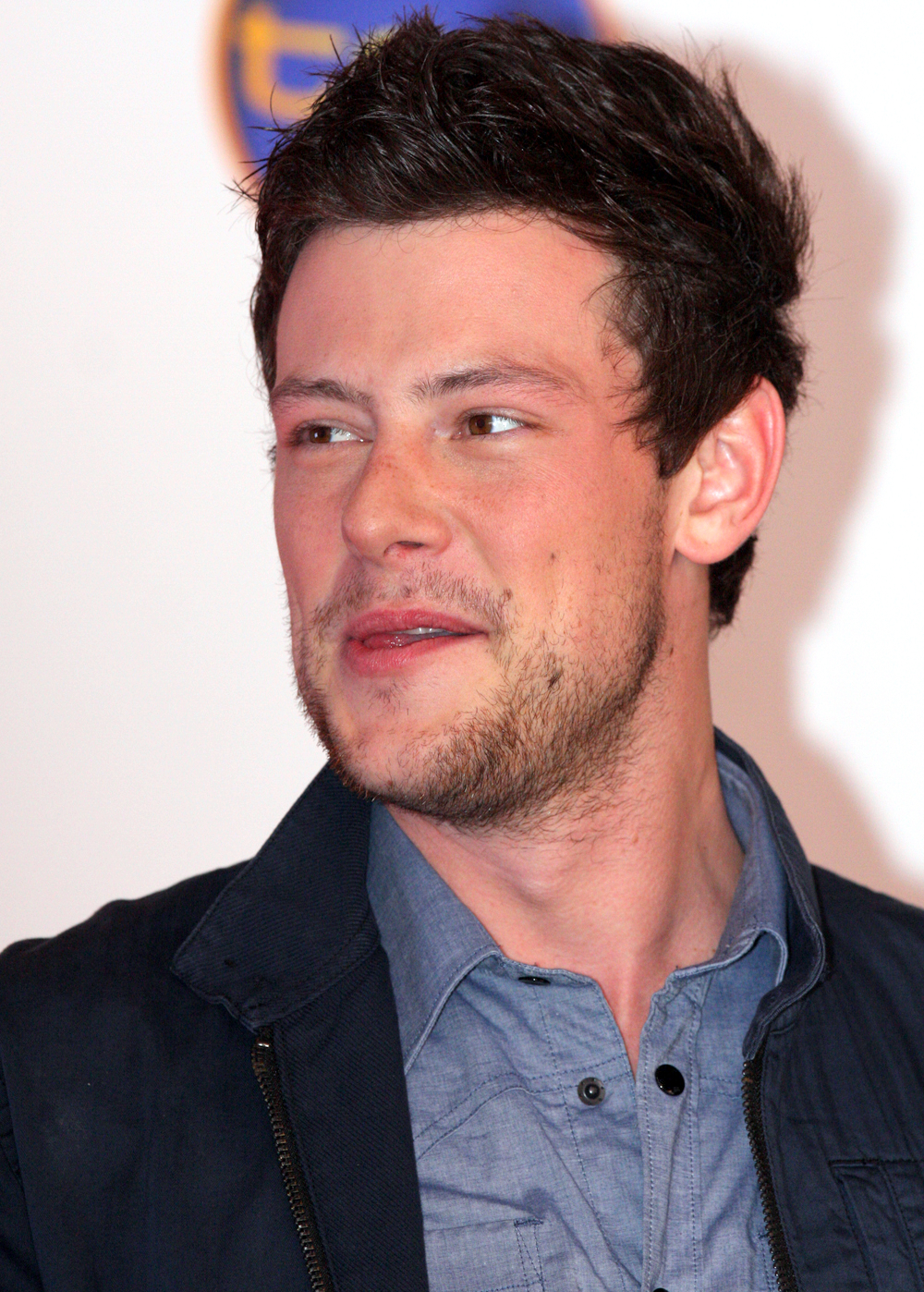
Cory Monteith interprete de Finn Hudson em Glee.

Finn Christopher Hudson (Cory Monteith) se ouviu cantar no chuveiro do vestiário do McKinley High por Will Schuster, trandando e olhando a vista e chantageado para experimentar o Glee clube, New worki Directions. Como quarterback do time de futebol da escola, e sem dúvidas, um dos estudantes mais populares no McKinley, Finn começou a sofrer ataques de alienação de seus amigos por estar no coral. Ele está namorando a líder de torcida Quinn nesse momento, mas está em conflito com seus sentimentos crescente por Rachel. Depois Quinn diz que está grávida e Finn é o pai. Finn tem a intenção de apoiá-la, sem saber que o pai, na verdade, é seu melhor amigo Puck. Ele tem um problema de ejaculação precoce, que é o que faz com que ele acreditasse ser o pai do bebê de Quinn, apesar do fato de que eles nunca fizeram sexo. Quando ele descobre a verdade, rompe com Quinn e busca Rachel. No final da primeira temporada ele confessa seu amor por ela antes dos New Directions cantarem nas Regionais, e na segunda temporada eles se encontram como um casal.
Um turbilhão de infidelidades obriga os dois a se separarem, como a perda da virgindade de Finn com a líder de torcida Santana na primeira temporada vindo à tona, embora Finn consegue reconquistar Rachel de volta no final da segunda temporada, apesar de Rachel o advertir de que após a formatura, ela vai deixar o Ohio. Na terceira temporada, Finn propõe noivado a Rachel e ela acaba aceitando. Eles se formam no final da temporada, mas Rachel entra em uma escola de Nova Iorque, Finn não; no dia do casamento, em vez disso, ele a leva para Nova Iorque para realizar seus sonhos, e Finn se alista no exército para seguir os passos de seu falecido pai. Ele não entra em contato com Rachel ou Kurt por vários meses. Ele reaparece de forma inesperada durante a quarta temporada, enquanto Rachel está estudando na NYADA, depois de ter ganhado um tempo do exército. Ele sente que não pertence ao seu mundo, em Nova Iorque, e retorna a Lima sem lhe dizer. Ela, então, rompe com ele.
Em Lima, Finn trabalha na loja de pneus de Burt, seu padrasto, e Artie pede a ajuda dele para co-dirigir o musical da escola, Grease, que tinha sido a sugestão de Fin. Quando Rachel vem para ver o musical "Glease", seu reencontro não vai bem, e eles concordam em se abster de contato quando Rachel visitar Lima no futuro. Will tem uma licença para ser membro de um musical blue-ribbon em Washington, DC, e escolhe Finn como seu substituto provisório; ele assume o comando em "Dynamic Duets". Enquanto ele tem um começo difícil na posição, o coral vêm a aceitá-lo como seu líder. Finn pede ajuda para a conselheira da escola Emma Pillsbury, noiva de Will, por várias ocasiões, quando ele descobre seu pânico de organização de seu casamento com Will, ele a beija. Emma, em última análise, deixa Will no altar no casamento e desaparece, e apesar de Finn ajudar a encontrá-la, ele ainda se sente culpado sobre o beijo, e confessa a Will. Isso faz com que seu trabalho em conjunto dirigindo os New Directions termine. Um dos membros do glee clube, Marley Rose, diz a Finn que ele era um bom professor, e ele logo se matricula na faculdade para se tornar professor. Mais tarde, ele vai para Nova Iorque após ser informado por Santana que o namorado atual de Rachel, Brody, é um gigolô, fazendo com que Finn atacasse Brody fisicamente, advertindo-o de "ficar longe de minha futura esposa". O personagem de Finn é visto pela última vez no episódio "Sweet Dreams" desejando Rachel sorte em sua audição para Funny Girl. O ator Cory Monteith morreu em julho de 2013, e uma homenagem a Monteith e seu personagem foi realizada no episódio "The Quarterback".

### Santana Lopez

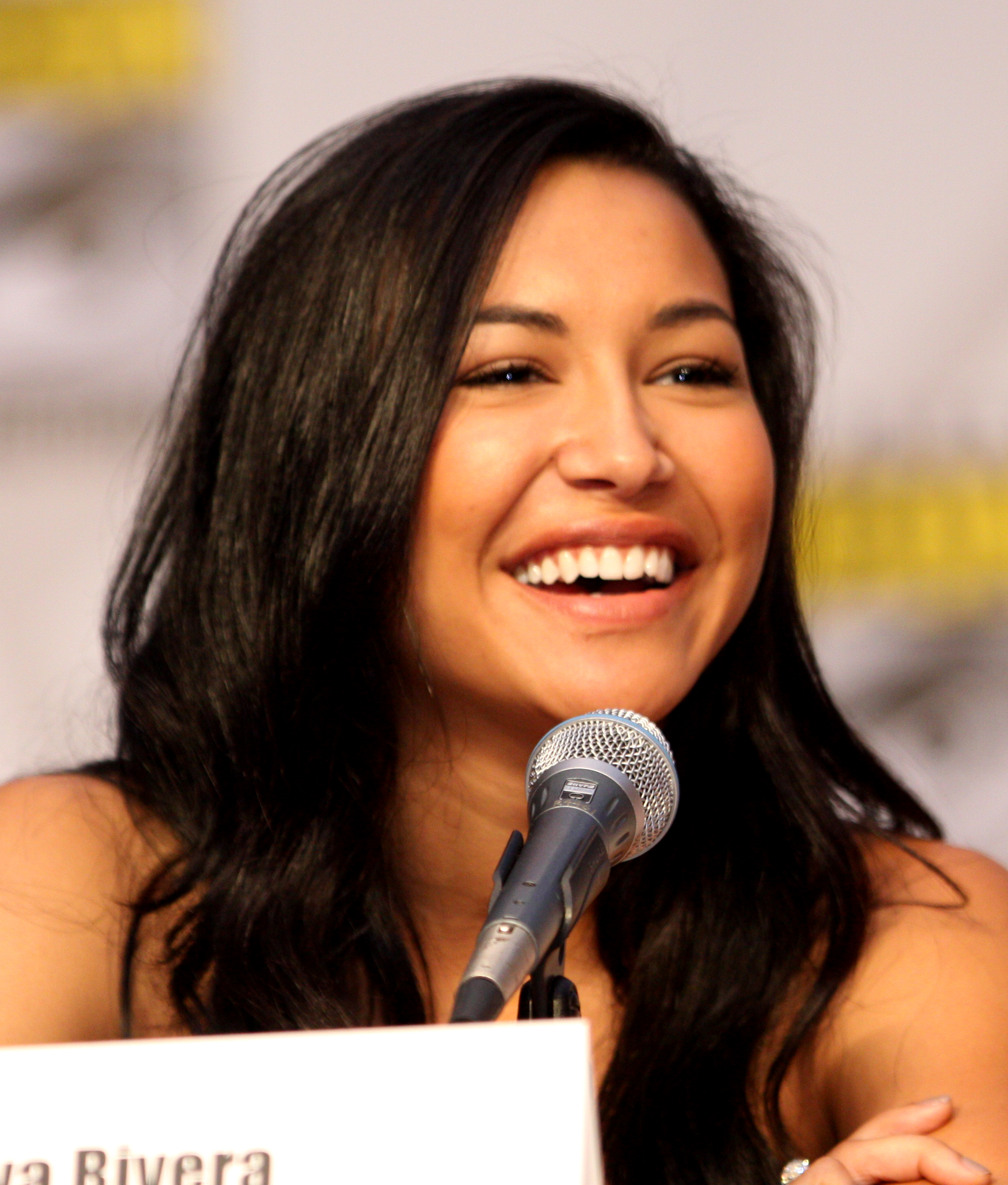
Naya Rivera interprete da Latina, Santana Lopez em Glee.

Santana Maria Lopez (Naya Rivera) é uma líder de torcida que se junta ao glee clube no episódio "Showmance". Inicialmente como uma espiã para a treinadora das líderes de torcida Sue Sylvester. Seus relacionamentos amorosos com Puck e Sam são seguidas pela percepção de que ela está apaixonada por sua melhor amiga Brittany. Com medo de se assumir lésbica, Santana usa o jogador de futebol Dave Karofsky que também é enrustido, como reforço para sua fachada heteressexual e para aumentar suas chances de se tornar a rainha do baile, mas ela desiste em último.
Tendo se originado como uma antagonista recorrente, o papel de Santana tornou-se mais proeminente na metade da primeira temporada, e tornou-se personagem principal na segunda temporada. Rivera caracteriza Santana como "uma garota má propensa a comentários sarcásticos".. Apesar de ter afirmado em maio de 2009 que Santana "ama meninos", ela mais tarde considerou Brittany como sua alma gêmea. Em março de 2011, Falchuk confirmou, "Santana é lesbica. Ela pode não estar pronta para se assumir ainda, mas ela é."
Durante a terceira temporada, como uma demonstração de lealdade a Sue, ela participa de um incêndio aos pianos do glee clube, e é expulsa do coral pelo Sr. Schuster. Ela retorna brevemente para o clube, e depois o abandona novamente para participar do novo coral do McKinley chamado "The Troubletones", dirigido por Shelby Corcoran, mas quando as Troubletones perdem para os New Directions nas seletivas, ela retorna novamente. Ela começa a namorar Brittany. Inicialmente o relacionamento é mantido em segredo, mas depois ela é retirada do armário como lésbica por Finn, tornando sua sexualidade pública. Devido a isso, Santana é deserdada por sua avó. Os New Directions, no entanto, apoiam Santana durante o seu período debutante. Por sugestão de Brittany, Sue ajuda Santana a conseguir bolsa de líder de torcida em um programa universário de topo após a graduação. Entretanto, Santana decide ir para Nova Iorque após ser presenteada por sua mãe com um cheque para ir em frente. Apesar disso, ela acaba indo para a faculdade, em Louisville, Kentucky, onde ela rompe com Brittany pelo relacionamento a distância não estar dando certo. No episódio "Diva", é revelado que Santana abandonou a faculdade, e após a sugestão de Brittany, ela muda-se para o apartamento de Kurt e Rachel em Nova Iorque.
Na quinta temporada Santana começa a trabalhar como garçonete em um restaurante, onde tem um breve relacionamento com Dani (Demi Lovato). Mais tarde ela acaba voltando a Ohio para o funeral e memorial de seu amigo Finn. Em "Frenemies", Santana faz audições para a vaga de substituta no renascimento de Funny Girl, onde acaba conseguindo e em seguida acabando sua amizade com Rachel. Elas reatam a amizade em "New Directions", onde Santana recebe o pedido de Brittany para viajarem para uma ilha lésbica, onde Santana aceita. Posteriormente, Santana ajuda Mercedes a terminar seu álbum de estúdio, onde é convidada a gravar um dueto. Quando Santana descobre que Rachel está presa no trânsito em Los Angeles por causa de sua audição para um programa de televisão, ela a substitui no musical interpretando Fanny Brice no show. Em "Old Dog New Tricks" ela se torna assessora de Rachel. Santana, a pedido de Rachel, volta a Ohio para tentar recrutar novos membros pro Novas Direções. Pede Brittany em casamento no episódio " Jagged Little Tapestry".

### Noah Puckerman

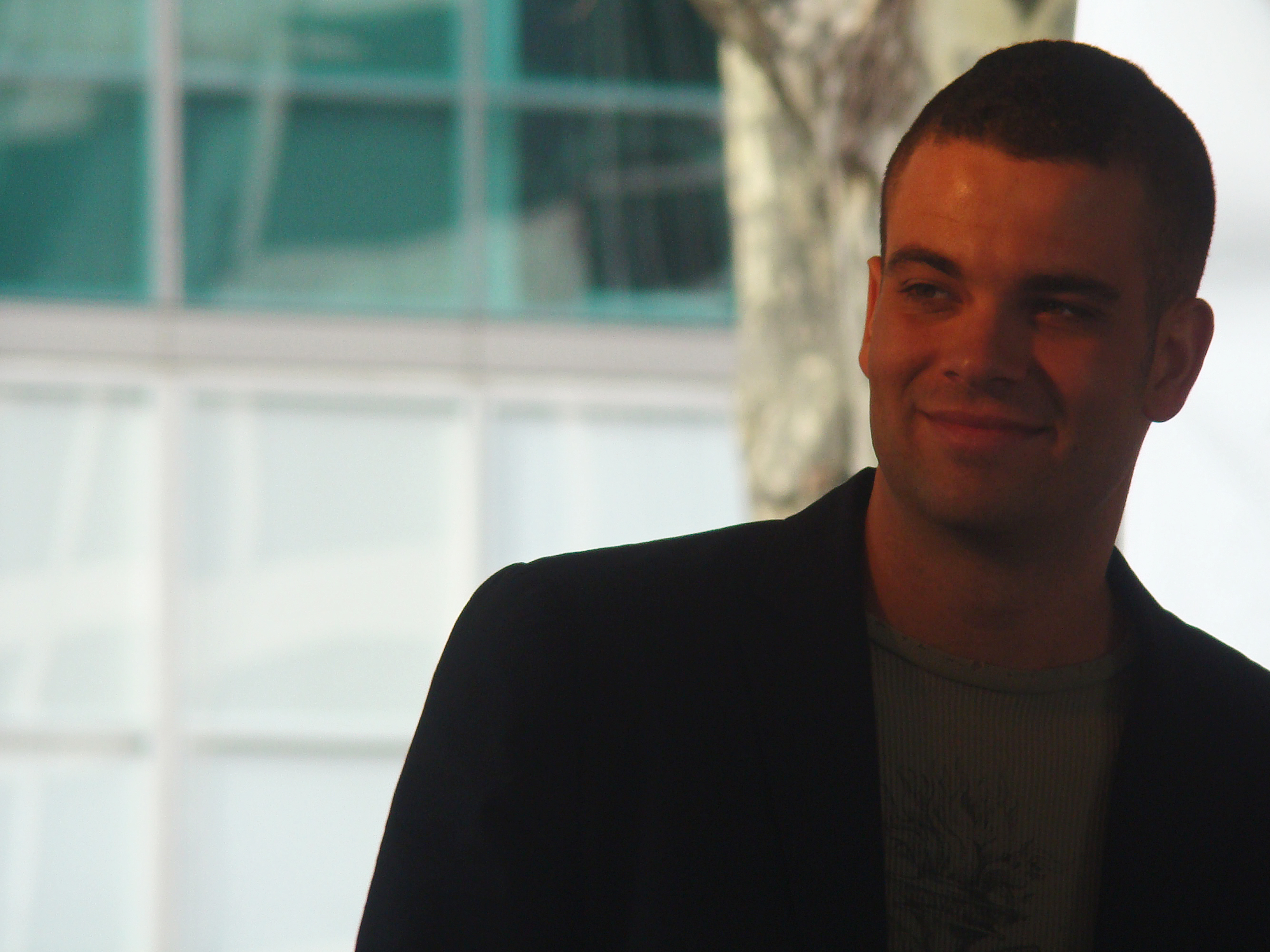
Mark Salling interprete de Noah "Puck" Puckerman em Glee.

Noah "Puck" Puckerman (Mark Salling) é o melhor amigo e companheiro de equipe de futebol de Finn, que inicialmente desaprovava a participação de Finn no Glee Clube. Porém, depois Puck se junta ao Glee. Mais tarde, ele descobre que ele é o pai do bebê de Quinn. Ela o rejeita quando ele se oferece para apoiá-la e ao bebê, chamando-o de "Perdedor de Lima". Mais tarde, no mesmo episódio, Puck se junta ao Glee Clube. Ele brevemente namora Rachel e Mercedes, mas arruína suas chances com Quinn por fazer sexting com Santana em sua presença. Independentemente disso, Puck assiste ao nascimento de sua filha, que ele a nomeia de Beth, e diz que ama Quinn. Na segunda temporada, Puck é enviado para detenção juvenil por roubar um caixa eletrônico. Os produtores fizeram sua ausênsia na série para permitir o desenvolvimento de romance entre Quinn e o novo aluno Sam Evans. Após seu retorno, Puck ajuda Artie a ficar com Brittany, e recruta Lauren Zizes para o Glee Clube após a saída de Kurt. Ele se apaixona por Lauren, e eles concorrem sem sucesso para rei e rainha do baile, mas ela rompe com ele no início do seu último ano na terceira temporada. Shelby Corcoran, que adotou bebê Beth, consegue um emprego de professora no McKinley, e convida Puck e Quinn para ser parte da vida de Beth, desde que ambos se tornem mais responsáveis. Puck faz isso, e Shelby lhe permite ver Beth. Quinn decide que quer recuperar a custódia de Beth, mas Puck não permite, e diz a Shelby os planos de Quinn. Em seguida, ele se apaixona por Shelby. Ela dorme com ele uma vez, mas ela diz depois que ela cometeu um erro, para seu desgostoso. Posteriormente, ela se demite do McKinley. Puck depois se mete em problemas acadêmicos, mas consegue tirar nota suficiente para terminar o ensino médio, após a treinadora do time de futebol Beiste separar uma briga entre ele e outro estudante, ajudando-o a obter um novo teste e estudar para isso, juntamente com um beijo de Quinn que o traz de volta sua confiança.

### Quinn Fabray

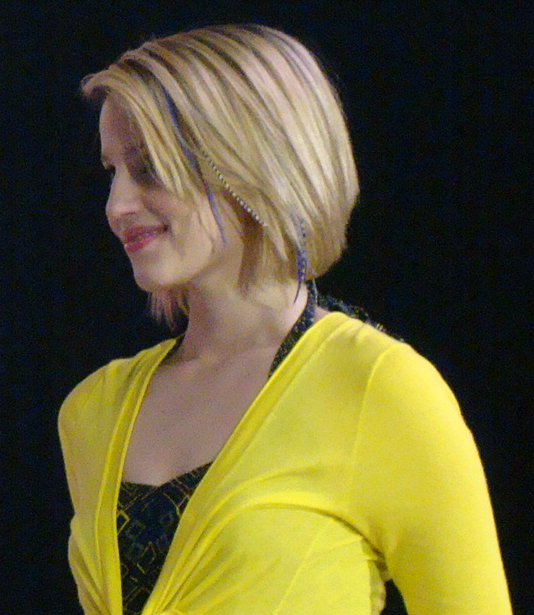
Dianna Agron, a interprete de Quinn Fabray.

Lucy Quinn Fabray (Dianna Agron) é apresentada como namorada de Finn, chefe das líderes de torcida e presidente do clube de celibato. Ela foi descrita por Agron como inimiga de Rachel, e "terrível, a garota mais malvada". Apesar de muitos acharem que Santana é mais malvada que a amiga, Quinn é mais fria, complexa, e dissimulada, sendo assim a personagem mais malvada. É também uma das estudantes mais lindas do colégio McKinley.  Quinn se junta ao glee clube porque Finn é membro, e por causa da treinadora das líderes de torcida, Sue Sylvester, para ajuda-lá junto com Santana e Brittany a destruir o coral. Ela oscila entre desejar a aceitação que ela encontra no New Directions, ou a popularidade que ela acha sobre ser líder de torcida. Ela revela a Finn que está grávida e diz que o bebê é seu, embora o verdadeiro pai é o melhor amigo de Finn, Puck. Eventualmente, o engano é revelado, e Quinn decide doar o bebê. Terri Scheuster tenta em várias ocasiões adotar o bebê após o nascimento para que ela possa continuar sua mentira de que ela está grávida de seu marido, Will. No entanto, no final da temporada, Quinn dá à luz a sua filha, a quem Puck nomeia Beth, e ela é adotada pela técnica do Vocal Adrenaline, Shelby Corcoran (Idina Menzel), mãe biológico de Rachel.
No início da segunda temporada, Quinn reentra nas Cheerios e volta a ser capitã, recuperando sua popularidade, embora mais tarde na temporada ela sai para permanecer fiel aos New Directions. Ela começa um relacionamento com Sam Evans (Chord Overstreet) em "Duets", mas mais tarde é infiel a ele, reacendendo seu romance com Finn. No episódio "Comeback", Sam faz uma última tentativa de reconquistá-la, mas termina o relacionamento após saber por Santana que Quinn o traiu com Finn. Quinn e Finn voltam a ficar juntos, embora eventualmente Finn percebe seus verdadeiros sentimentos por Rachel, e termina com Quinn. É também revelado que o verdadeiro nome de Quinn é Lucy Quinn Fabray, e ela costumava ser intimidada por ser gorda, e, eventualmente, decidiu ter uma plástica no nariz.
Durante o Verão entre as temporadas dois e três, Quinn passa por uma transformação: ela pinta o cabelo, faz uma tatuagem e põe um percing no nariz, e fuma atrás das arquibancadas com seu novo grupo, Skanks. No entanto, em "I Am Unicorn", quando Shelby Corcoran se junta ao McKinley High e conversa com Quinn sobre o envolvimento na vida de Beth, Quinn pretende limpar seu ato e retorna para os New Directions. O que na verdade sua intenção não é apenas participar da vida de Beth, mas obter a custódia da filha. Suas tentativas de provar que Shelby é uma mãe incapaz são falhas; eventualmente, ela percebe com a ajuda de Rachel que Shelby é a verdadeira mãe de Beth, e para de tentar recuperar Beth. Shelby se demite e deixa o McKinley. Quinn, posteriormente, recebe uma carta de aceitação da universidade Yale. No final de "On My Way", em caminho ao casamento de Finn e Rachel, seu carro é atingido por um caminhão e ela sofre uma lesão medular que a obriga a usar uma cadeira de rodas por muitas semanas. No episódio seguinte, no epísódio "Big Brother", Quinn é injustiçada, e tendo o drama do acidente e de sua recuperação pouco valorizado, fato que não agradou inúmeros fãs da série. Ela é eventualmente capaz de andar novamente, até mesmo de dançar nas performances do glee clube.  Ela faz breves aparições na quarta temporada, formando uma amizade com Kitty, visita Rachel com Santana para convencê-la a não fazer uma cena de nudez, e tendo relações sexuais com Santana no suposto casamento de Emma e Will.
Quinn volta a Lima com um novo namorado, Biff, no episódio "100". Puck está com ciúmes de seu relacionamento, porque ele ainda a ama. Quinn mente para Biff em não contar seu passado e então Puck a convence em contar a verdade, e ela conta. Biff reage de forma negativa e a insulta, o que provoca uma briga entre ele e Puck. Mais tarde, Biff e Quinn se separam. Puck e Quinn falam sobre Finn e seu relacionamento, e ela percebe que ainda o ama. Mais tarde, eles começam um relacionamento novo.
Na sexta temporada, Quinn, juntamente com os New Directions voltam no episódio "Homecoming" para ajudar Rachel e Kurt a reconstruir os New Directions, neste episódio Dianna Agron, Naya Rivera e Heather Morris respectivamente Quinn, Santana e Brittany performam a música Problem, canção original de Ariana Grande e Iggy Azalea. Puck ainda é seu namorado. Ela aparece em mais dois episódios "Jagged Little Tapestry" e no último episódio "Dreams Come True".
Apesar de ser dona de uma voz doce e também considerada sensual, e de sua história ter grande destaque dramático na trama do seriado, sua voz é pouco utilizada e a personagem possui poucos solos, sendo esse fato considerado por muitos, uma injustiça.

### Kurt Hummel

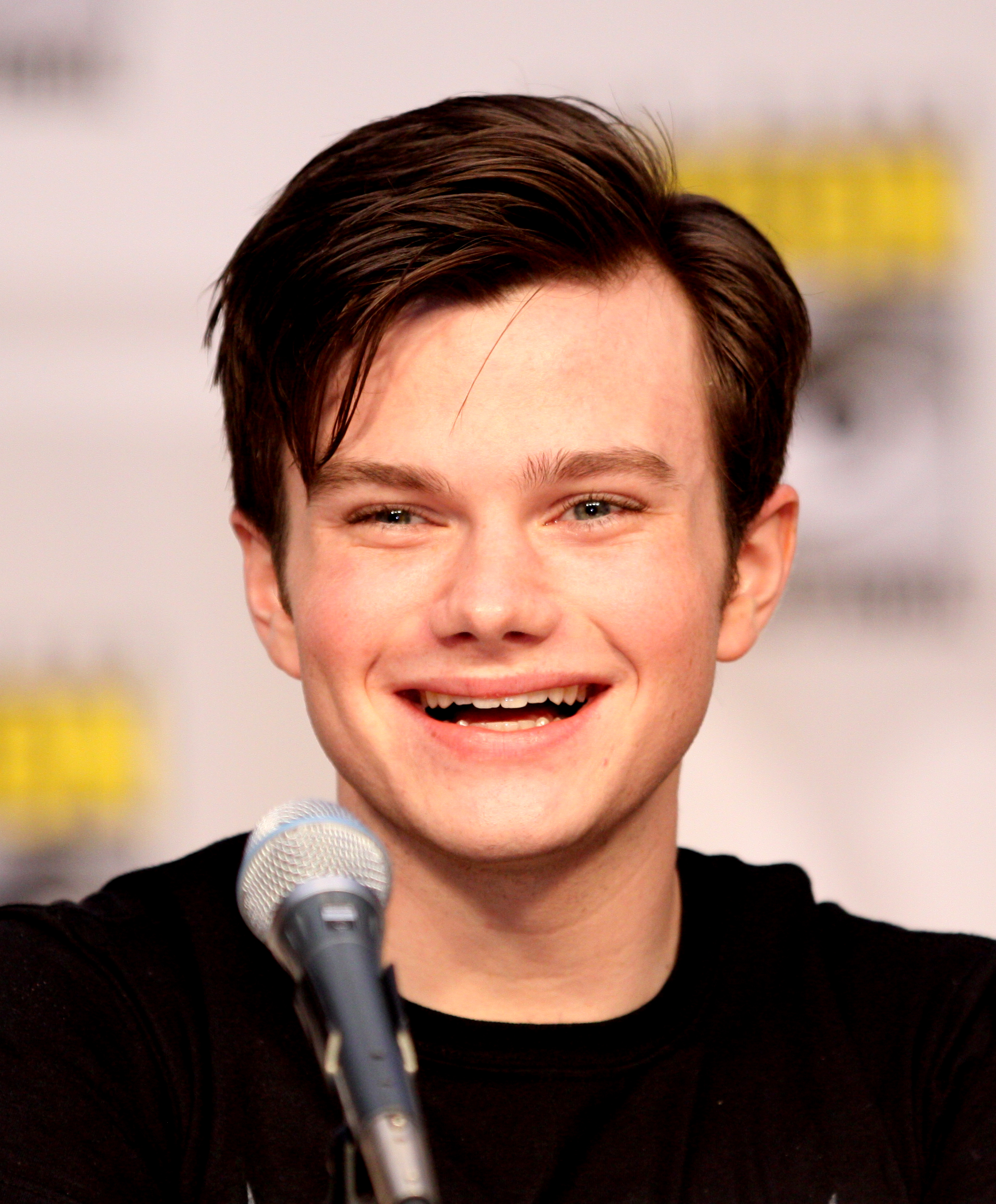
O ator que interpreta Kurt: Chris Colfer

Kurt Elizabeth Hummel (Chris Colfer) é um contra-tenor e homossexual assumido. Constantemente aparece vestido em roupas das marcas Marc Jacobs e Alexander McQueen e foi muito discriminado, sofrendo bullying diariamente no colégio.
Após apaixonar-se por Finn, na primeira temporada, os dois acabam tornando-se irmãos pois seus pais se casam.
Na segunda temporada, ele passa a ser perseguido por Dave Karofsky, sendo até ameaçado de morte. Kurt descobre o motivo da perseguição de Dave quando é beijado por ele: o valentão também é homossexual, mas não consegue lidar com isso.
Após esse fato o relacionamento de Kurt e Blaine, membro da Dalton Academy, começa a desenvolver e Kurt acaba por se apaixonar pelo líder do coral rival. Com as constantes ameaças de Dave, ele transfere-se para a Dalton Academy, um colégio masculino onde não há discriminação. Kurt regressa ao McKinley High quando fica sabendo que Karofky "mudou" e prometeu protegê-lo junto de Santana.
Na terceira temporada, Blaine também se transfere para o McKinley a pedidos dele. Nele nasce o sonho em estudar na universidade NYADA, se mudar para Nova Iorque com Rachel e Blaine e atuar na Broadway. Porém, ele não consegue entrar na universidade.
No início da quarta temporada Kurt não está feliz por não ter entrado com Rachel na NYADA e está trabalhando num café, sendo humilhado por alunos do McKinley, ainda estando preso ao colégio. Então por opinião de seu pai e Blaine ele resolve ir para Nova Iorque se juntar com Rachel e juntos compram/alugam um apartamento. Ele começa a trabalhar na Vogue (se tornando muito amigo de sua chefe, na qual é o maior ícone da moda Isabelle Klempt), onde tem alguns de seus sonhos realizados e até mesmo ajudando Rachel em alguns momentos (já que são melhores amigos agora), além de terminar seu namoro com Blaine por descobrir pelo próprio que foi traído. Neste breve momento de drama Kurt consegue entrar na NYADA, quando a diretora resolve fazer um novo teste inesperado enquanto Rachel, assim que ela termina de cantar, ele canta e na mesma noite é aceito na NYADA, ele conhece Adam (um veterano que ele conheceu no coral) enquanto procurava por atividades extra curriculares e ele percebe e a faculdade é como o colégio, pois, toda a diversão é feita em grupo. No dia do casamento de Will, Kurt tem um caso rápido com Blaine, na qual durante a festa do casamento não acontecido eles terminam tendo relações sexuais. E ao final da temporada Kurt irá ser pedido em casamento por Blaine (que diz que Kurt ser o amor de sua vida). Kurt e Blaine acabam se desentendendo e terminam o noivado.
No início da sexta temporada, Rachel passa por uma carreira desastrosa na Broadway, ela volta ao McKinley High assumindo o clube do coral, Blaine após o término com Kurt, passa por uma breve depressão afetando seus estudos e é expulso de NYADA fazendo voltar para Ohio e assumindo o clube do coral da Dalton Academy. Kurt arrependido volta ao McKinley e ajuda Rachel com o clube do coral. Logo após voltar descobre que Blaine está com um relacionamento com Dave Karofky, ele se assusta, mas acabam virando amigos, mesmo sendo inimigos de coral. No oitavo episódio da sexta temporada Kurt e Blaine acabam reatando e no mesmo episódio acabam se casando num casamento duplo com Santana e Brittany a pedido delas e com uma ajuda de Sue Sylvester. No décimo episódio, Danton é incendiada, fazendo com que o clube de coral de tal junte-se ao de McKinley, Kurt, junto a Blaine, Rachel e Will Shuester ganham as seccionais, regionais e nacionais.
No último episódio da série se mostra Rachel Berry grávida, o bebê que ela gerava era de Kurt e Blaine, ela foi a barriga de aluguel.

### Mercedes Jones

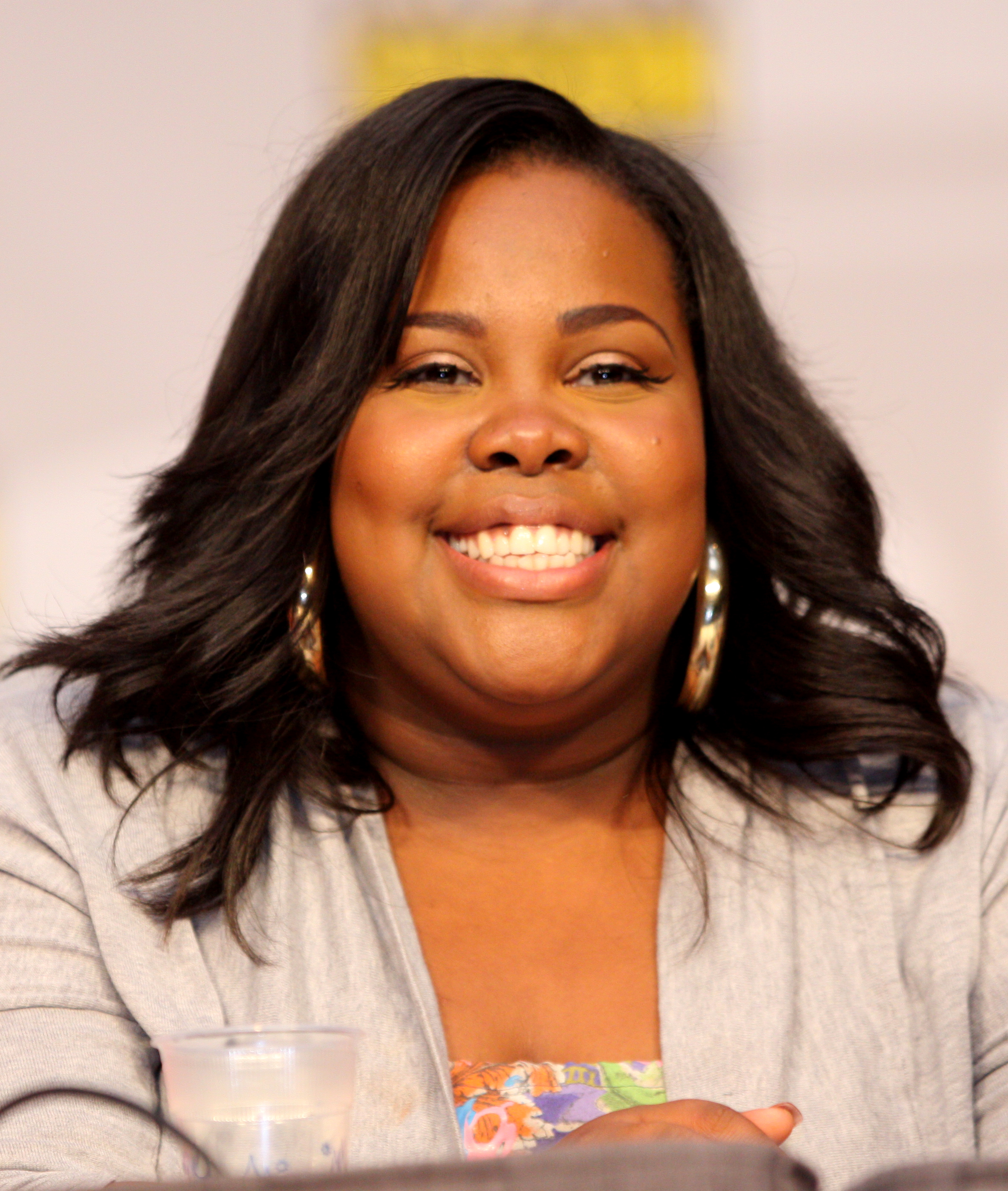
A atriz que interpreta Mercedes: Amber Riley

Mercedes Jones (Amber Riley) é uma poderosa cantora adolescente que sonha em se tornar uma diva famosa algum dia, que tem como suas principais inspirações Whitney Houston, Beyoncé e Aretha Franklin. Atrevida e com forte personalidade, ela se irrita facilmente, principalmente com a sua colega de coral Rachel Berry. É cristã e também solista do coral da igreja. Foi apaixonada por Kurt por um curto período mas descobre que ele é homossexual, e eles viram melhores amigos até a segunda temporada. Ela e Santana se odiavam durante a primeira e segunda temporada, mas logo se entendem. Virou líder de torcida mas depois desistiu por achar que ia contra seus princípios. Namorou Puck por um curto período o que causou desavenças com Santana, onde elas cantaram a música "The Boy is Mine" e quase acabaram brigando. No fim da primeira temporada, ajuda Quinn Fabray, onde a leva para sua casa para morar com ela até o final de sua gravidez e elas viram amigas, tanto que na hora do parto é Mercedes é quem está presente para apoiar a amiga. No fim da Segunda temporada é mostrado que ela e Sam Evans estavam namorando escondidos. Na terceira temporada, Mercedes agora está namorando com Shane após Sam se mudar da cidade. No início da temporada, Mercedes decidi entrar na disputa com Rachel para o papel de Maria em West Side Story, então o seu namorado Shane incentiva ela a ser mais competitiva e Mercedes então começa a se irritar com o favoritismo que é dado a Rachel Berry no New Directions, ela tem uma briga intensa com Mr. Shue e então sai do New Directions e procura Shelby para entrar no novo coral do colégio que é formado só por garotas. Ela não consegue o papel de Maria. Em Pot'of Gold ela convida Santana para entrar no novo coral, Santana no início não quer sair do New Directions para não abandonar Brittany então Mercedes diz para ela, trazer Brittany também e Santana concorda, mais tarde é visto Brittany e Santana caminhando até Mercedes e falando que elas estão no novo coral, que é formado por Mercedes, Santana, Brittany e Sugar, ele recebe o nome de The Troubletones. Mercedes vira líder da The Trobletones. Em Hold On to Sixteen, Sam volta para o McKinley e eles falam sobre o seu relacionamento no passado, para Mercedes foi apenas um romance de verão, mas deixa bem claro que ele sempre terá um lugar em seu coração e ele grita bem alto no corredor que vai recuperá-la. O retorno de Sam deixa Mercedes bastante dividida, quando ela canta The First Time Ever I Saw Your Face, ela só pensa em Sam e não em seu namorado Shane. Mercedes trai Shane com Sam. Ela explica tudo para Shane e ele fica magoado e isso deixa Mercedes muito mal. Ela conta tudo a Sam e ele pensa que eles agora podem ficar juntos, mas Mercedes ainda não quer. Em Saturday Night Glee-ver é revelado que  o seu sonho e objetivo é se tornar uma estrela e inspirar pessoas, mas ela tem medo que isso não dê certo e também conta que seus pais não apoiam o seu sonho. Ela é uma inspiração para Wade/Unique cantor do Vocal Adrenaline. Sam postou o vídeo da sua performance Disco Inferno, que foi grande sucesso na internet, e eles se beijam. É mostrado no fim da temporada que graças a esse vídeo, ela conseguiu um contrato em uma gravadora para ser backing vocal. Na quarta temporada faz algumas aparições como mentora dos novos membros do Clube do coral e sabe-se também que ela está desenvolvendo o seu disco. Na metade da Quinta temporada, ela vai para Nova Iorque e se junta aos amigos que lá estão. Mercedes divide o apartamento com Sam e do dois conversam sobra a ligação amorosa que tiveram. Ela tenta resistir a princípio, porém o amor é maior e se entrega. Sam decide pedi-la oficialmente em namoro e depois de alguma resistência ela aceita. No fim da Quinta temporada ela retorna para Los Angeles para divulgar seu disco. Na temporada final Sam ainda gosta de Mercedes, mas ela o rejeita e apoia o relacionamento dele com Rachel, que acaba não durando muito também. Ela consegue realizar seu sonho de ser uma cantora de sucesso.

### Artie Abrams

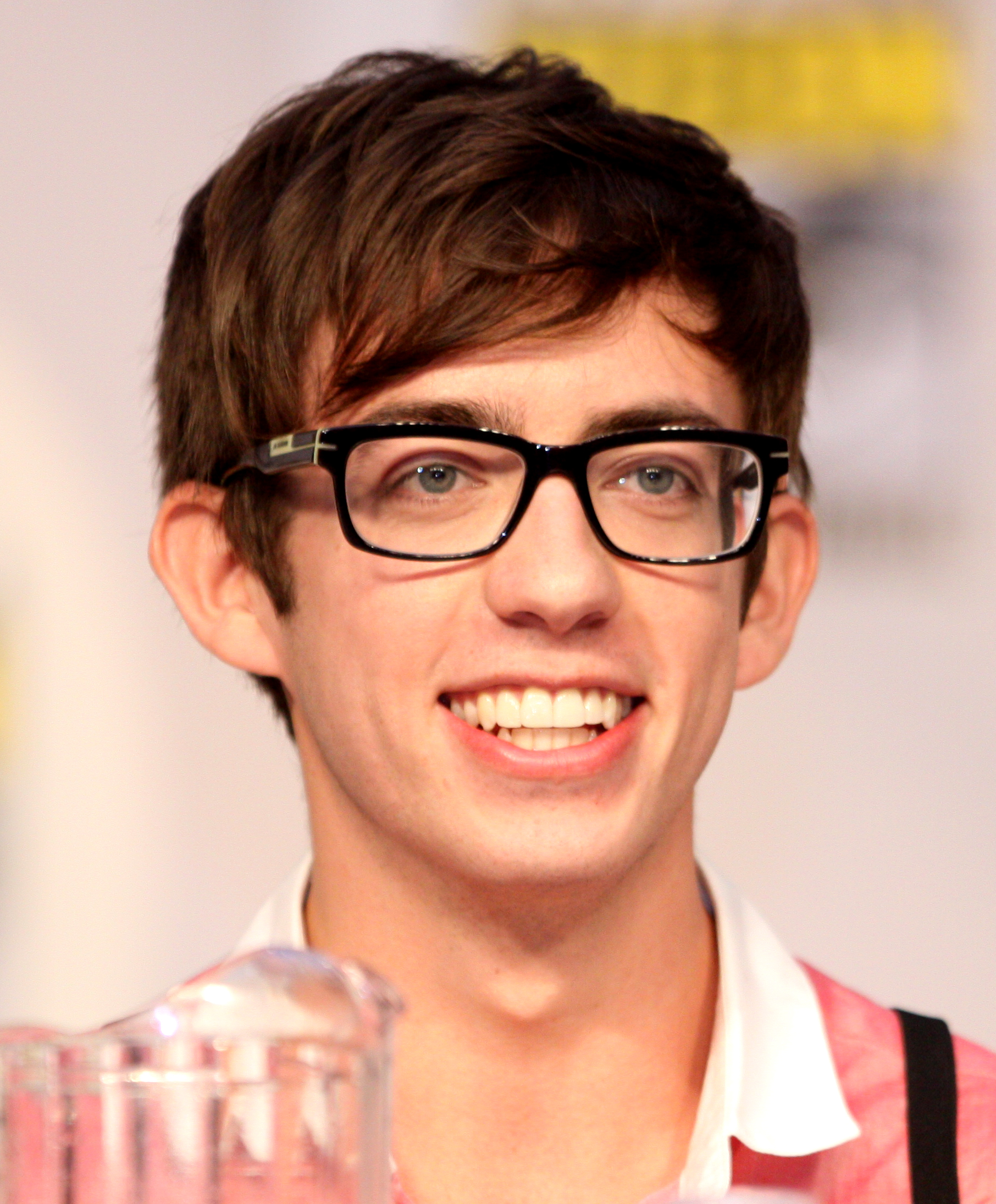
O ator Kevin McHale, que interpreta Artie

Arthur Michael Lee Abrams (Kevin Michael McHale),um dos primeiros a entrar no Glee Club. Artie é um garoto nerd e inteligente, é cadeirante pois aos 8 anos de idade sofreu um acidente de carro com sua mãe, ela nada sofreu, mas ele ficou na cadeira de rodas. Também faz parte do Club de Jazz e do Clube de A/V da escola. Além de cantar, também toca guitarra e baixo, seu maior sonho é poder dançar. Namora Tina na 1ª Temporada, mas ela dá um fora nele no começo da 2ª Temporada,ele não consegue superar a separação então tenta reconquistá-la de várias formas, também na 2ª Temporada ele namora Brittany por apenas um episódio e acaba perdendo sua virgindade, mas eles terminam quando ele descobre que ela só o usou por causa de sua voz. Depois, com a ajuda de Puck, ele sai em um encontro com Brittany, pois a quer de volta. Eles voltam a namorar e Artie encoraja Brittany na Sectionals da segunda temporada, porque ela tem medo de dançar para um grande público. Ele inventa um pente mágico que dá coragem a ela, mas ela o perde e tem medo de contar a verdade a Artie, mesmo assim ele descobre e admite que inventou tudo para que lhe desse coragem. No episódio de Natal, Artie toca a todos no Glee Club avisando que Brittany ainda acredita em Papai Noel, para não acabar a magia, cria planos para que ela continue acreditando nisso. Ela pede ao Papai Noel do shopping para que seu namorado volte a andar e os membros do Glee Club se veem em apuros, pois Artie é paraplégico, e não faz fisioterapia, pois não tem chances de voltar a andar, tendo de usar uma cadeira de rodas para o resto de sua vida. No final do episódio, acontece um milagre de Natal: debaixo da árvore de natal da sala do Club Glee, havia pernas robôs, que fez Artie dar seus primeiros passos depois de 10 anos. Na terceira temporada, Artie se encontra solteiro, no episódio "Heart", ele e Rory Flanagan tentam competir pelo amor (ou pena) de Sugar Motta, mas Sugar decide ficar com Rory. No episódio 16, ele ajuda Quinn a melhorar sua autoestima, após ficar na cadeira de rodas, depois de seu acidente de carro (no episódio 15). Os dois se descobrem muito amigos, Artie a ajuda a se divertir no dia de matar aula, o que a realmente a deixa feliz, mas acaba quando ele comenta que Quinn deve admitir que pode não sair da cadeira de rodas, o que a deixa triste, já que tem por si, que com a fisioterapia pode voltar a andar.
Tem grandes qualidades como diretor, sendo seu sonho tornar-se um. Dirigiu um especial de Natal no nono episódio da terceira temporada (Extraordinary Merry Christmas, na versão escolar do musical West Side Story (ou Amor, Sublime Amor), também na terceira temporada e Grease na quarta.
A partir da 5ª temporada, namora Kitty Wild.

### Tina Cohen-Chang

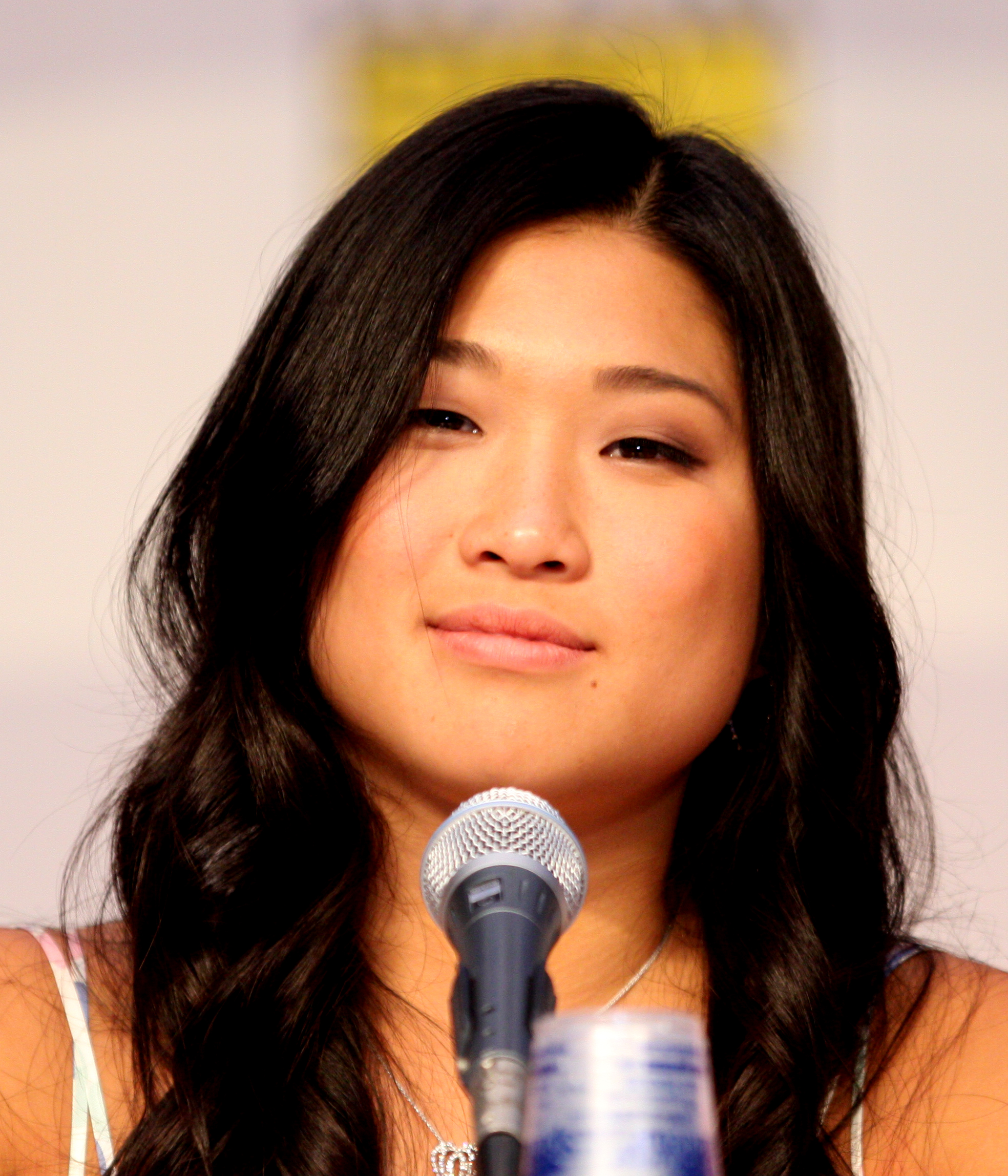
Jenna Ushkowitz interprete de Tina Cohen-Chang em Glee.

Tina (Jenna Ushkowitz) faz aniversario no dia 28 de maio de 1995,ela foi a sexta integrante da formação inicial do coral. Canta muito bem, mas possui pouca auto-confiança (e por isso na 6º série inventou que era gaga para todos se afastarem dela). O que faz com que desafine e não se saia bem em algumas músicas. Mas gosta muito do Artie e eles até namoram. É tímida, emotiva e muito feminista. Quando ela conta a Artie que não é gaga ele fica muito chateado o que a deixa muito "pra baixo".Na segunda temporada ela e o Mike começam a namorar, e é o casal mais durável da série,além de quase não brigarem. É a única que é inclusa em todas as apresentações,  mesmo não tendo um solo, ela é inclusa tanto dançando quanto cantando ou fazendo as vozes de fundo.
Pode ser considerada uma das vozes raras do clube, e no final da terceira temporada começa a ter mais aparições nas músicas dando a entender que vai cantar mais na quarta temporada. Apesar de ser contralto, há momentos em que sua voz pode ser comparada a da Santana Lopez, pois ambas são donas de vozes frágeis, roucas e versáteis.

### Mike Chang

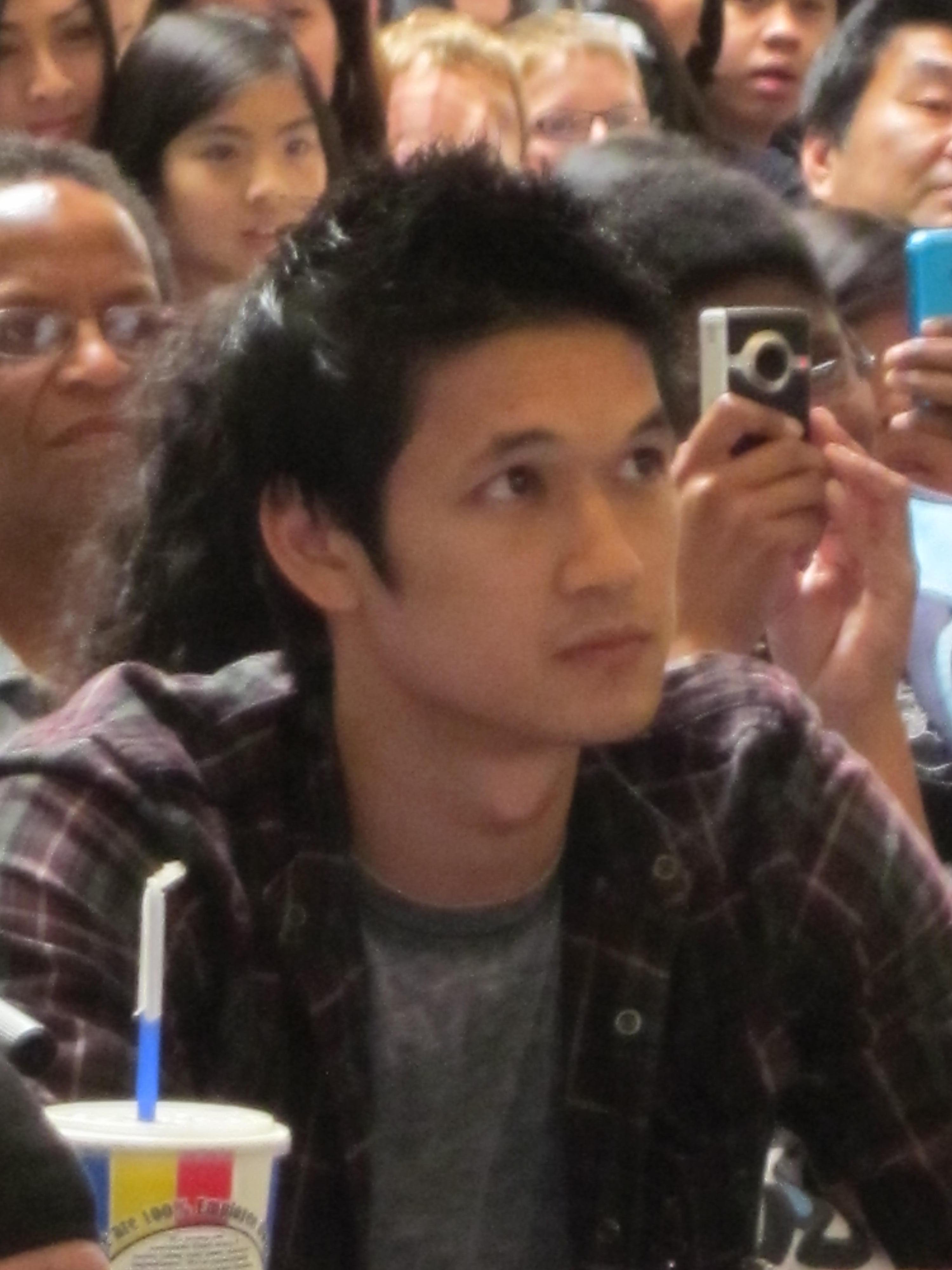
Harry Shum, Jr. interprete de Mike Chang em Glee.

Michael Robert "Mike" Chang, Jr. (Harry Shum, Jr.) é um jogador de futebol e dançarino que se junta aos New Directions no episódio "Preggers". Shum afirmou que Mike é tímido, e que ele se junta ao glee clube apesar de ser "suicídio social", como "ele finalmente encontrou um lugar onde ele possa se expressar e se sentir aceito". Inicialmente ele é um personagem de suporte, sem histórias de sua autoria, mas foi lentamente desenvolvido pelos escritos da série. No episódio final da primeira temporada, Mike diz que antes de participar dos New Directions: "Eu tinha medo de dançar fora do meu quarto". Na segunda temporada ele começa a namorar Tina, e tem sua primeira performance musical num dueto com ela cantando "Sing!" de A Chorus Line. Depois ele é selecionado para executar um número de dança com Brittany para as Seletivas em "Special Educations". Ele realiza sua primeira coreografia solo do show em "A Night of Neglect". Mike diz que ele é um sénior na terceira temporada em "The Purple Piano Project", e Shum como Mike foi promovido ao elenco principal do show na terceira temporada. Mike tenta entrar para o musical da escola, West Side Story, mas é impedido por seus pais. Mike tem desejo de se tornar um dançarino profissional, mas é brevemente repudiado por seu pai, embora ele mais tarde vem a atender o desejo de Mike em se tornar um dançarino e apoia sua decisão de ir para a faculdade de dança. Mike recebe uma bolsa de estudos para frequentas a escola Joffrey Ballet em Chicado, onde ele se gradua do McKinley High no final da temporada. Ele e Tina ainda são um casal no final do ano, mas eles rompem durante o verão. Durante a quarta temporada, Mike visita o McKinley em quatro ocasiões: Para ajudar Artie e Finn a dirigir o musical da escola, Grease; para ajudar a coreografar os New Directions para as seletivas e posteriormente as regionais; e para participar da cerimônia de casamento cancelada de Will e Emma. Ele também aparece na quinta temporada nos episódios "100" e "New Directions" durante o encerramento do clube do coral.

### Brittany S. Pierce

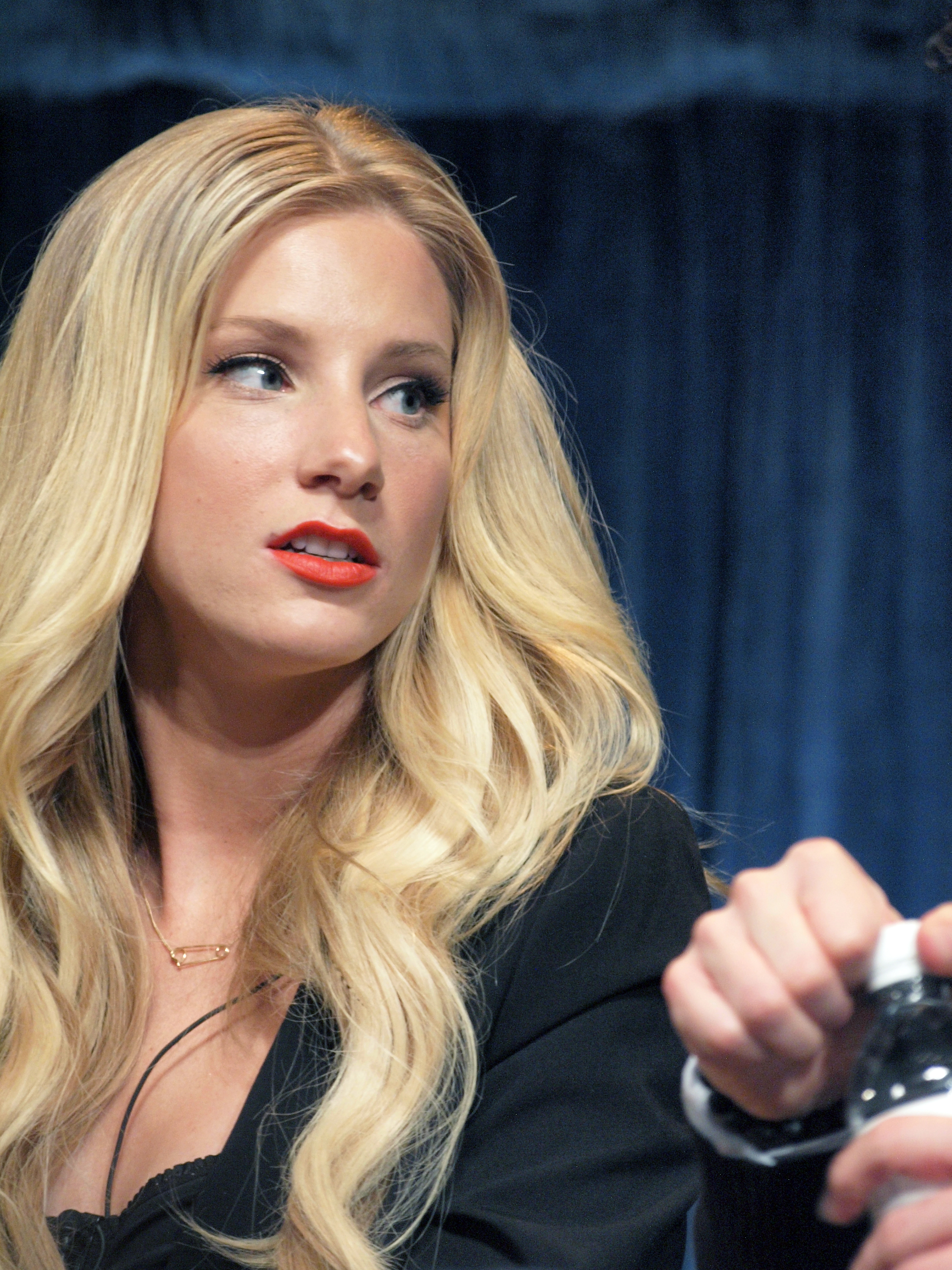
A atriz que interpreta Brittany: Heather Morris

Brittany Susan Pierce (Heather Morris) é uma ex líder de torcida bastante solidária e ingênua, ao ponto de ser considerada burra. Ela é muito querida e amada por quase todos, justamente por ser bastante doce com as pessoas, ao ponto de pagar um cupcake que estava vendendo para Becky porque a menina estava sem dinheiro. Ela tem algumas características infantis, como acreditar em papai Noel, pente mágico e na magia do unicórnio. Sua bondade e inoncência excesiva já foi muitas vezes usada contra ela, como quando ela quase colocou sua vida em risco quando Sue a conveceu a lançar-se de um canhão para ajudar a "mãe do canhão" a sustentar a sua família, na competição de cherleanding. Sua dança também é uma das suas mais importantes caractéristicas, a dança é a onde Brittany costuma expressar seus sentimentos. Brittany é bissexual, e já teve relacionamentos com várias pessoas da escola, tendo namoro sério apenas com três, Artie, Sam e Santana. Essa última, é o grande amor da vida de Brittany, além de ser também sua melhor amiga. O seu relacionamento com Santana é mostrado desde a primeira temporada da série, mas é na segunda temporada com a declaração de amor de Santana, que o relacionamento das duas começa a ser algo mais sério. Elas começam a namorar oficialmente na terceira temporada, e acabam na quarta. Quando termina com Santana, Brittany chega a sofrer de depressão no que é confortada por Sam e acaba se envolvendo com o menino. Brittany, além de dançarina, é apresentadora de um talk show de bastante sucesso na internet, o fordue for two; ela já recebeu vários convidados: as primeiras foram Mercedes Jones e Tina Cohen Chang. Brittany já foi presidente de classe sênior do ano de 2011-2012, concorrendo com Rachel Berry, Kurt e Rick The Snick Nelson. O lema da sua campanha era o poder feminino. Apesar da suas ideias um pouco sem sentido, a garota consegue vencer com apoio da sua então namorada Santana. Ela também foi membro da equipe de decatlo acadêmico chamada Branics, sendo um trufo durante a competição por ter um alto conhecimento em doenças felinas, graças ao seu gato LordTubbington. Ela já saiu do New Directions e, junto com Santana, Mercedes e Sugar formaram as The Troubletones, um coral só de garotas que era rival do New Directions. Brittany repetiu a classe sênior e isso lhe causou vários problemas emocionais, assim como a falta de Santana. Isso foi o estopim para o fim do namoro das duas. No fim da quarta temporada, é descoberto que Brittany na verdade é um gênio: ela é convidada para ir para o MIT, e então vai embora de Ohio. No episódio 100, Brittany volta a Ohio, o que acaba aproximando a ela e a Santana, e isso faz com que Brittany tente reconquistar a sua amada novamente. Brittany consegue e ela e Santana estão juntas de novo. Graças a sua namorada, Brittany finalmente recebe o seu diploma do ensino médio, que até então não tinha por ter abandonado a escola para ir para o MIT. Brittany voltou a ser dançarina, e vai viajar com Santana pelo mundo.

### Sugar Motta
Sugar Melody Motta (Vanessa Lengies) fez sua primeira aparição na terceira temporada da serie, no numero musical, We Got The Beat. A seguir, a garota decide participar do coral. Porém, seu teste é reprovado ao demonstrar falta de talento vocal. Seu pai, Al Motta, compra um grupo de coral para ela, pois sua família é muito rica e a professora do coral é Shelby. Ela se envolve romanticamente com Artie e Rory. Sua personalidade é bem alegre, seu guarda-roupa sem está de mudanças, usando peças com brilho, plumas, corações, estampas de animais, neon e etc. Ela interpetou a French no musical de Grease. Embora na serie diga que ela não sabe cantar, ela evoluiu muito e demonstrou talento em Summer Nights, Cell Block Tango, Love Shack, Survivor, In My Live. Sugar deveria aparecer apenas no primeiro episodio, mas os produtores gostaram tanto dela, que fizeram mais episódios para ela.

### Blaine Anderson

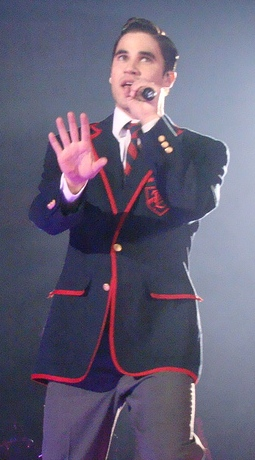
O ator que interpreta Blaine: Darren Criss

Blaine Devon Anderson (Darren Criss), atualmente estudante do McKinley High, porém anteriormente líder do coral Warblers da escola masculina Dalton Academy. Sua primeira aparição é no sexto episódio da segunda temporada, "Never Been Kissed". Desde então desenvolveu uma relação especial com Kurt, sendo inicialmente uma espécie de mentor para Kurt, ajudando-o a lidar com o bullying. Torna-se namorado de Kurt no décimo sexto episódio da segunda temporada, "Original Song" depois de Blaine perceber que seus sentimentos por Kurt eram muito fortes quando o garoto estava cantando "Blackbird". Não se sabe muito de sua história, só o fato que não tem um bom relacionamento com seu pai e deixou sua antiga escola por sofrer bullying por sua sexualidade. É chamado algumas vezes de Blaine Warbler. Já no New Directions desperta ciúmes em Finn e Santana por levar a maioria dos solos, em sua audição para entrar no coral conta com a ajuda das líderes de torcidas, mas sua audição termina em um desastre quando um dos pianos do New Directions pega fogo. No episódio "Michael" da 3ª temporada, é atingido por uma raspadinha de pedra de sal, que foi jogada pelo Sebastian, que é o novo líder dos "Warblers" que é apaixonado por ele, e é obrigado a fazer uma cirurgia, voltando apenas no próximo, Heart 3 temporada, Blaine ainda apaixonado por Kurt, propoe o casamento. No episódio A Wedding da sexta temporada se casa com Kurt Hummel.

### Sam Evans

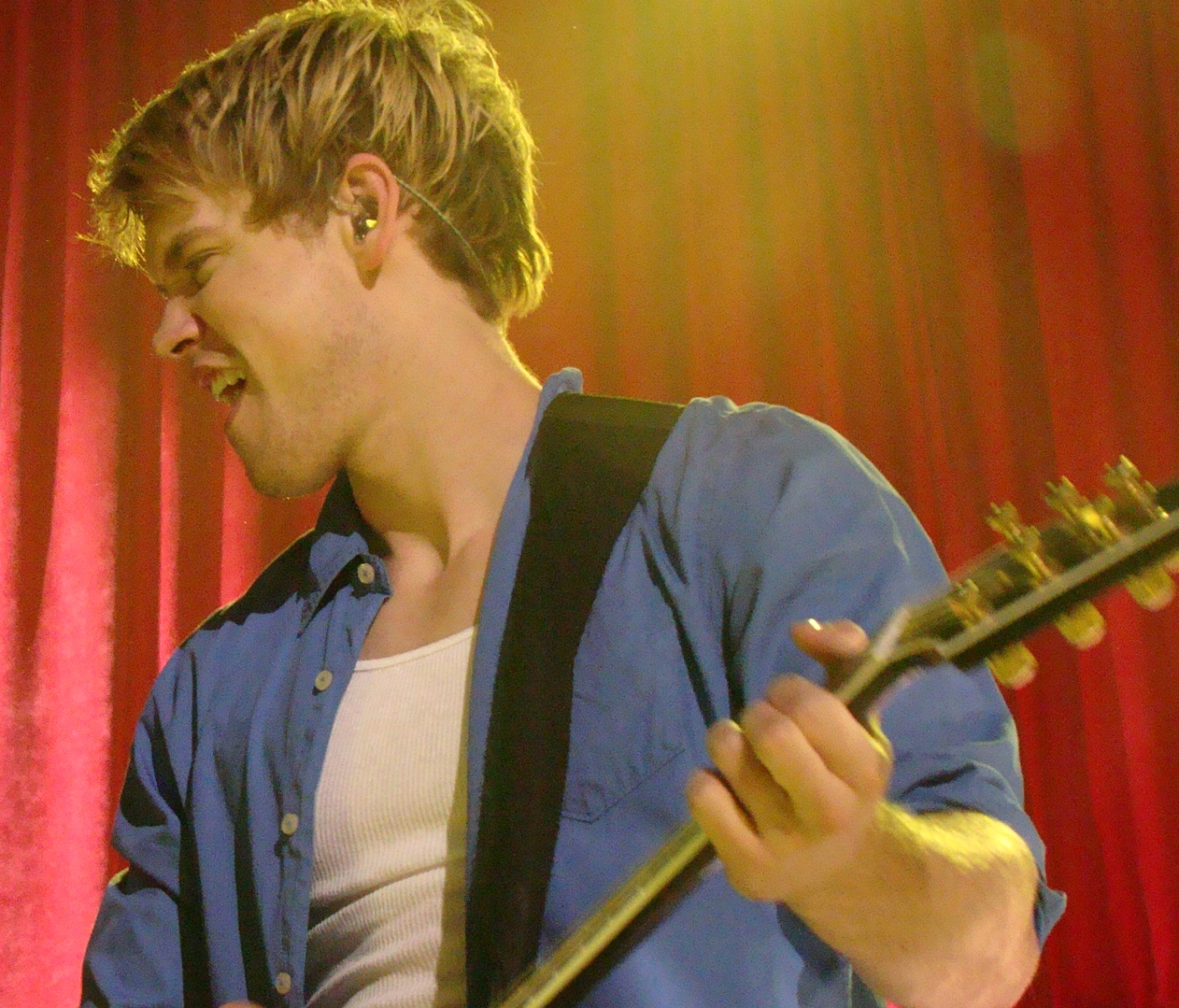
Chord Overstreet interprete de Sam Evans em Glee.

Samuel Blake Evans (Chord Overstreet) Mais conhecido como Sam é um aluno novo no Colégio McKinley e veio de um colégio interno só para meninos, por isso não tem muito jeito com meninas. Sam tem dislexia e por isso suas notas não são tão boas, mas mesmo assim ele tem um lado Nerd: Adora Star Wars e Avatar, Sam também sabe falar a línguagem N'avi e é um ótimo imitador, entre suas maiores imitações está Darth Vader. Ao decorrer da segunda temporada Sam tem um romance com Quinn (Dianna Agron), uma líder de torcida popular. Sam começou a namorar Quinn para ficar mais popular pois como era um aluno novo tinha medo de ser excluído socialmente, mas aos poucos Sam foi se apaixonando por Quinn. Porém, Quinn acaba traindo Sam com seu ex-namorado, Finn (Cory Monteith) e fica dividida entre os dois, quando Quinn finalmente decide que ela quer ficar o resto de sua vida com Sam, ele é informado por Santana (Naya Rivera) que Quinn o traiu com Finn, indignado Sam vai tirar satisfações com Quinn e ao ver que ela não consegue dizer olhando em seus olhos que havia mentido, ele decide terminar com ela, deixando-a arrasada. Sam então engata um romance com Santana, mas esse acaba não durando muito. Na terceira temporada, Sam tem um namoro rápido com Mercedes (Amber Riley), mas acaba não dando certo pois Mercedes é muito indecisa quando se trata de amor. Começa um romance com Brittany S. Pierce no episódio "Swan Song" e eles tem um "Casamento" no episódio "Glee, Actually". No final da quinta temporada volta a namorar com Mercedes, que e muito criticada por namorar com um branco e loiro .Na temporada final Volta para Ohio e ajuda seus ex companheiros do Clube do Coral,continua apaixonado por Mercedes,mas é hipinotizado por Sue e tem um romance Rachel e mais tarde acaba se apaixonando por ela de verdade.No final torna-se o novo diretor do clube do coral e continua vivendo em Ohio.

### Will Schuester

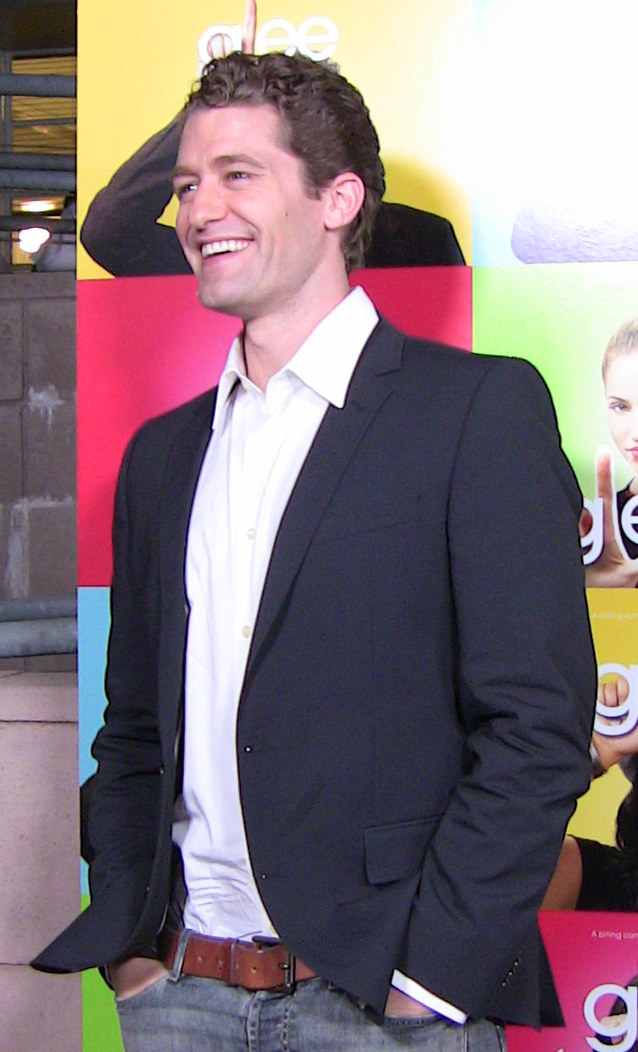
Matthew interprete de Will Schuester em Glee.

William Michael Schuester (Matthew Morrison), professor de Espanhol da escola, e o diretor do Glee Club. Era casado com Terri, mas se separou dela na primeira temporada, pois a mesma fingiu estar grávida. Ele e Emma se beijam, mas ela acha que ainda não está pronta para um relacionamento com Will. Teve momentos com April e um caso com Shelby Corcoran, a treinadora do Vocal Adrenaline e mãe de Rachel. Na terceira temporada ele pede Emma em noivado com ajuda dos New Directions, ela aceita e os dois ficam noivos. Na quarta temporada Will esta a procura de novos integrantes para o Glee Club, capítulos depois Will e Emma viajam e Will pede para Finn cuidar do Glee. Emma acaba engravidando e os dois ten um filho. Depois da derrota do Novas Direções nas Nacionais da Quinta temporada o Glee Club acaba e Will passa a ser o novo treinador do Vocal Adrenalina, mas acaba se demitindo e volta a treinar o Novas Direções. WMHS acaba se tornando uma escola de Artes,tendo Will como diretor.

### Sue Sylvester
Susan Rodham Sylvester é a Treinadora das líderes de torcida por conta disso, é inimiga de Will Schuester pois tem que dividir o orçamento do colégio com o " New Direction " , sua irmã tem síndrome de down , por odiar o clube Glee infiltrou Santana, Quinn e Britanny com intuito de descobrir e arruinar o "New Direction " ela é insistente, comparativa, sarcástica, arrogante e muito competitiva. Quando perde sua irmã acaba se tornando amiga dos alunos do Glee Club, mas logo depois volta a ser má. Ela acaba engravidando e não revela o nome do pai da criança. Se torna a nova diretora do WMHS na Quinta temporada, termina com o Glee Club e acaba com as artes da escola. Na Sexta Temporada ela se mostra totalmente a favor do casal "Klaine" fazendo de tudo para que os dois fiquem juntos. Sue acaba sendo demitida da escola e se torna vice presidente dos Estados Unidos.

### Burt Hummel
Pai do Kurt Hummel. Kurt perdeu sua mãe quando tinha oito anos. Burt ficou viúvo e muitos anos depois se casa com a mãe de Finn tonando Kurt e Finn meio irmãos. Burt faz de tudo para proteger Kurt. Na Quarta temporada ele descobre que tem um câncer.

### Emma Pillsbury

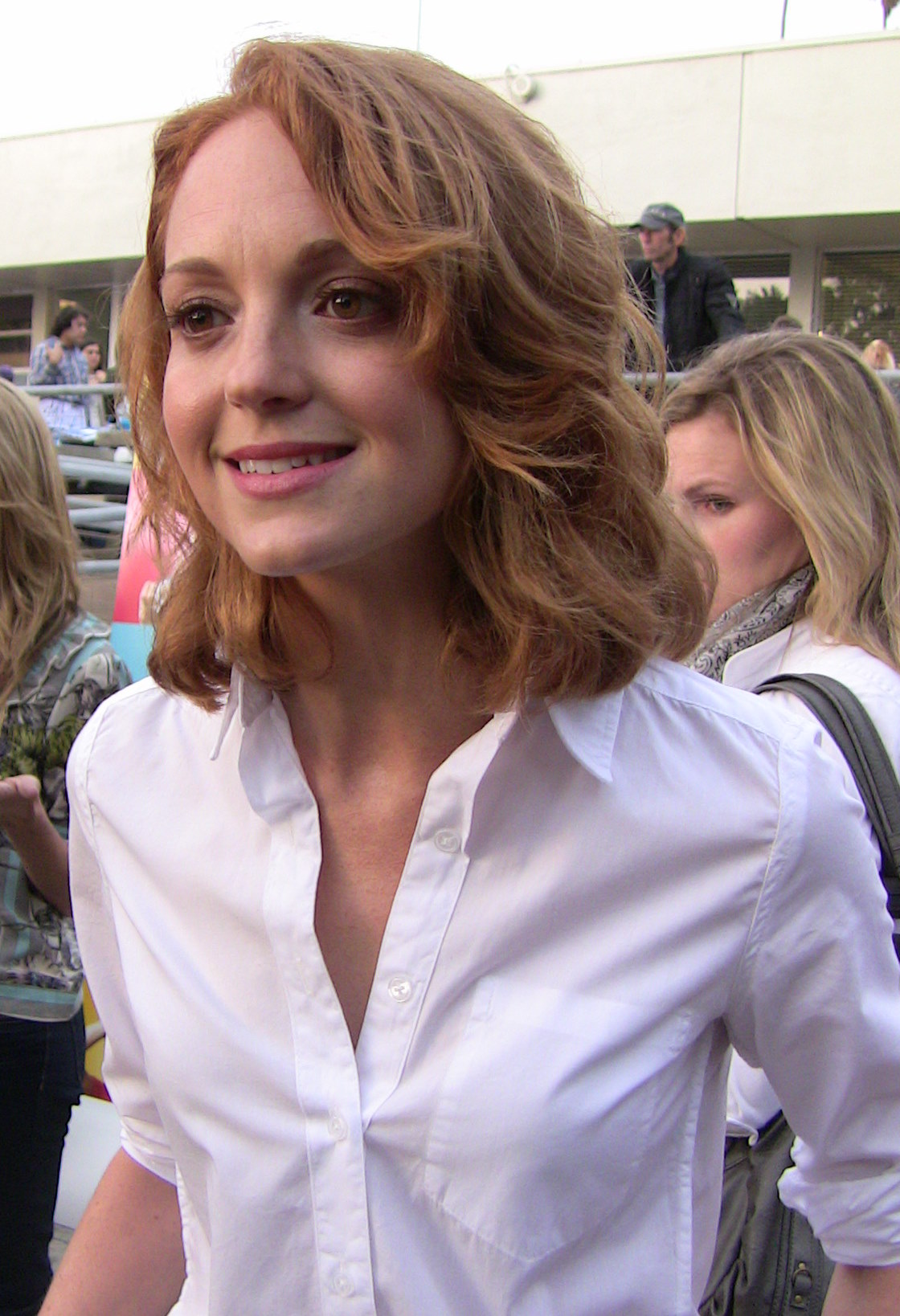
A atriz Jayma Mays, que interpreta Emma Pillsbury.

Emma Marie Pillsbury-Schuester (Jayma Mays) é um personagem fictício na série de comédia americana Glee. A personagem é interpretada pela atriz Jayma Mays, e já apareceu em Glee desde seu episódio piloto, transmitido em 19 de maio de 2009 no Estados Unidos. Emma foi desenvolvido pelos criadores de Glee Ryan Murphy, Brad Falchuk e Ian Brennan. Ela é o conselheiro da William McKinley High School, em Lima, Ohio, onde a série é filmada. Emma sofre de Misofobia-um medo obsessivo de germes e contaminação, e está apaixonada pelo diretor do clube Glee, Will Schuester.
O personagem foi bem recebido pelos críticos, incluindo Mike Hale, do New York Times, que elogiou Mays. Críticos respondeu em boa forma, o desenvolvimento de Emma e seu relacionamento com Will. Eric Goldman da IGN escreveu que seu primeiro beijo foi "difícil não se sentir bem." Por outro lado, Dan Snierson deEntertainment Weekly, sugeriu que poderia ter sido "mais interessante" para deixar seu romance não resolvido.

### Terri Del Monico (anteriormente Schuester)
Terri Del Monico (Jessalyn Gilsig) é a ex-esposa de Will Schuester. Ela é uma mulher manipuladora e parasitária, consistentemente minar Will e suas ambições.

### Ryder Lynn

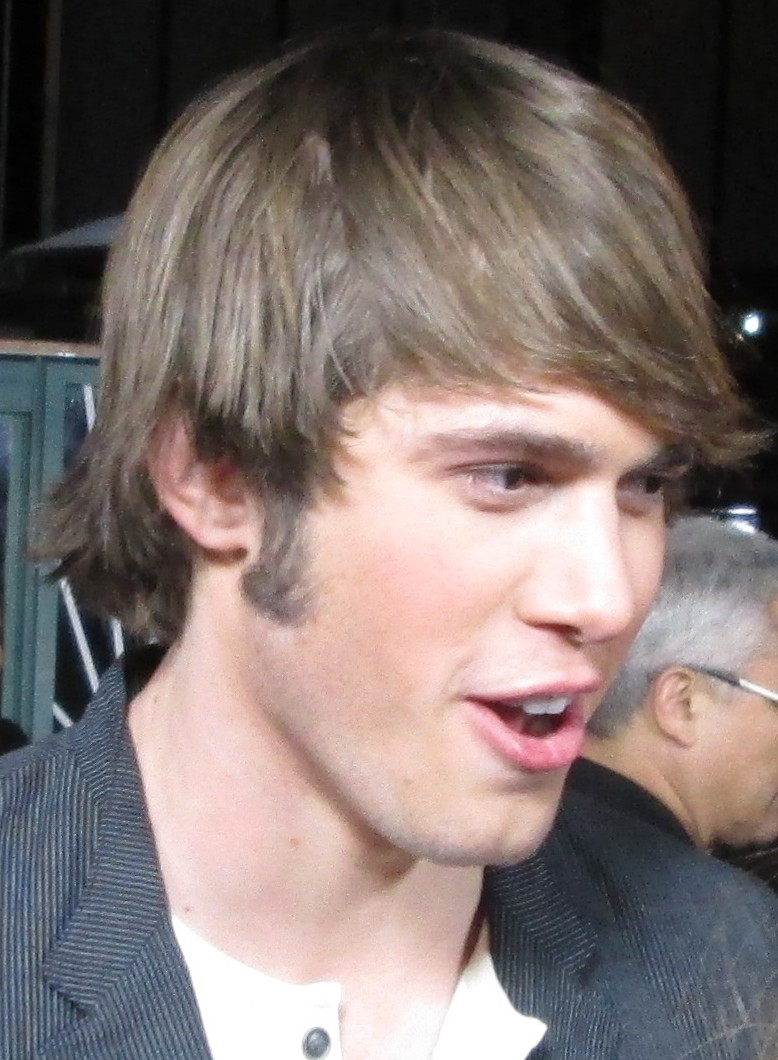
Blake Jenner interpreta Ryder Lynn

Ryder Lynn (Blake Jenner) é um jogador de futebol do McKinley High. Finn num treino de futebol repara que ele tem talento e convida-o a ir fazer a audição para o musical Grease. Ele aceita e também entra nos New Directions.
é um personagem importante na quarta e quinta temporadas de Glee .  Ele faz sua primeira aparição em The Role You Were Born to Play , o quinto episódio da quarta temporada , e é apresentado como um estudante em seu segundo ano na William McKinley High School .  Finn percebe algo especial sobre Ryder durante o treino de futebol e consegue convencê-lo a fazer um teste para a próxima produção da escola de Grease , que está sendo co-dirigida pelo próprio Finn Hudson , ao lado de Artie Abrams .  Ryder ganha o papel principal masculino na produção, tendo sido escolhido pelos diretores sobre Jake Puckerman .  Depois de estrelar o musical, ele decide se juntar a New Directions .  Depois de uma briga com Jake (em Dynamic Duets ) ele descobre que ele tem dislexia.
No episódio Feud , ele começa a se afastar de sua paixão Marley Rose , e vai atrás de um interesse amoroso on-line chamado Katie , a quem ele compartilha todos os seus segredos e mostra cuidado, apenas para descobrir que ele está sendo catado.  No final da temporada, tudo ou nada , ele persegue o catfisher, como ele está cansado dos jogos que estão sendo jogados nele.  O catfisher foi então revelado como sendo Unique , que abala sua amizade, fazendo com que Ryder ameace sair do Glee Club depois das Regionals.  Ele retorna ao Glee Club na quinta temporada , então suas diferenças devem ter sido resolvidas fora da tela.  Em New Directions, o Glee Club é desfeito, e é por isso que ele não é mais um membro do New Directions.
Em Homecoming , é revelado que Sue o transferiu para outra escola após a dissolução do Glee Club.  Ele é graduado no ensino médio como de Dreams Come True .
Ryder foi um personagem recorrente na quarta temporada , mas foi promovido a regular na quinta temporada .  Ele foi rebaixado para a sexta temporada , e ele retornou no final da série.  Ele é retratado pelo vencedor da segunda temporada do The Glee Project , Blake Jenner . Ryder parece ser um cara muito educado e bem-educado, que tentará fazer amizade com outras pessoas e também tentar ajudá-las se achar que elas precisam.  No entanto, o treinador Beiste descreve-o como um solitário durante sua primeira aparição.  Isso pode ser em parte devido a ter sido molestado quando criança, já que o próprio Ryder menciona ter dificuldades em se abrir para os outros como resultado desse incidente.  Além disso, essa falta de confiança parece fazê-lo lutar contra sentimentos de ressentimento, como quando ele se esqueceu de boas maneiras em Tudo ou Nada e começou a chutar as mesas. 

### Kitty Wilde

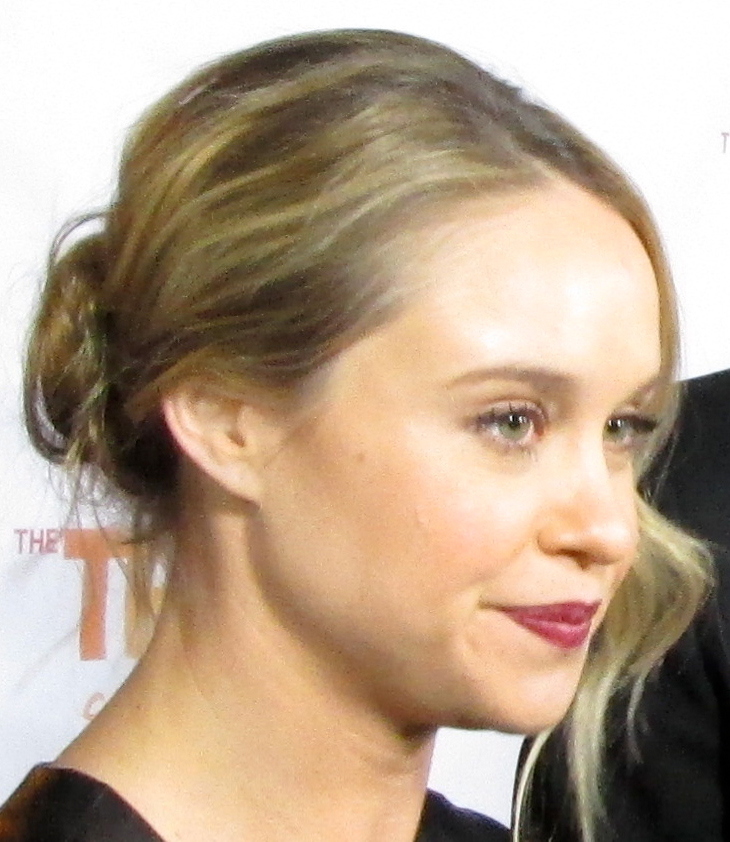

Katherine Kitty Wilde (Becca Tobin) é uma líder de torcia do colégio Mckinley High School introduzida no episódio The New Rachel da 4ª temporada da série Glee. No começo ela usa todo seu tempo para infernizar a vida de Marley Rose. Se inscreveu para o musical "Grease" para o papel de Sandy, na qual perdera para sua rival Marley. Na maioria dos episódios usa sua religião para praticar suas maldades e lembra muito Quinn Fabray (na qual ela diz que venera). No episódio 18 da 4ª temporada, ela confessa á Marley que apertou suas roupas para o musical.
Ela tem uma boa química com o personagem Artie Abrams no vigésimo primeiro episódio intitulado "Wonder-Ful". Na Quinta Temporada Kitty Conhece sua Nova Rival Bree (Considerada Nova Santana) de cara as duas não ser dão bem oque atrapalha um pouco o começo do seu Romance com Artie, mas Logo pressionada é divulgado que Artie e Kitty tem um romance secreto que com a pressão de Tina, eles precisam assumir. Já em "Tina In The Sky With Diamonds" ela ajuda Tina após a personagem sofrer uma humilhação semelhante ao filme Carrie, planejado por Bree que após ser descoberta não sofre punição alguma. Em "A Katy or a Gaga" os membros do coral precisam cantar canções feitas por Katy Perry e Lady Gaga, o grupo em que Kitty fez parte cantou canções de Katy Perry (Uma delas rendeu várias criticas positivas do público Gleek). Em "Previously Unaired Christmas" ela ganha o papel da Virgem Maria após Marley abrir mão do personagem por ela. No episódio das Nacionais, mesmo com canções dançantes e surpreendentes, o New Directions perde o que faz com que o orçamento do Clube Glee vá para outro clube. Sua última aparição é no episódio "New Directions", mas seu nome continuou a ser exibido até o final da 5ª temporada. já na 6 temporada em  Homecoming ela ela reaparecer e é a única Ex-Membro do Glee Club que Sue não forçou ser Transferi, Artie a Chama para voltar mas ela ser recusa já que Guarda Magoa da maneira que os Formandos os Tratou assim que o News Directions acabou, Mas em "The Hurt Locker, Part 2" Rachel a chantageia ameaçando jogar coisas bombásticas sobre ela no ventilador  a fazendo e tenta faze-la relembrar o tempos do Glee Club Kitty a revela senti muita falta de cantar e dançar mas tem medo do que Sue possa fazer com ela mas mesmo assim retorna ao grupo, ela e Rachel invadi a sala de Sue para descobrir quais  são seus músicas prediletas após isso ela faz um Dueto com Spencer. em "What the World Needs Now" Kitty demostra não guarda mas ressentimento por Artie que ser demostra arrependido do que fez a ela. em "Transitioning" ela junto com Sam, Mercedes, Kurt e Artie ajuda Rachel em sua Mudança em "Child Star" ela ajuda Myron Muskovitz que ser bora antes de entra no palco e ela o empresta sua calcinha ele a dá dinheiro para o beija-lo revelando uma queda que ele tem por ela." The Rise and Fall of Sue Sylvester" Ela demostra ser a Líder dos novatos já que é a Única com Experiencia em Shows de Corais. Já em " We Built This Glee Club" Apedido de Roderick e Spencer ela os ajuda a aprende os passos de Dança para as Seccionais.Em "Dreams Come True" é revelado que ela ser formou e ser mudou para NY, onde esta perto de Rachel, Kurt, Artie, Santana, Brittany e Roderick.

### Jake Puckerman

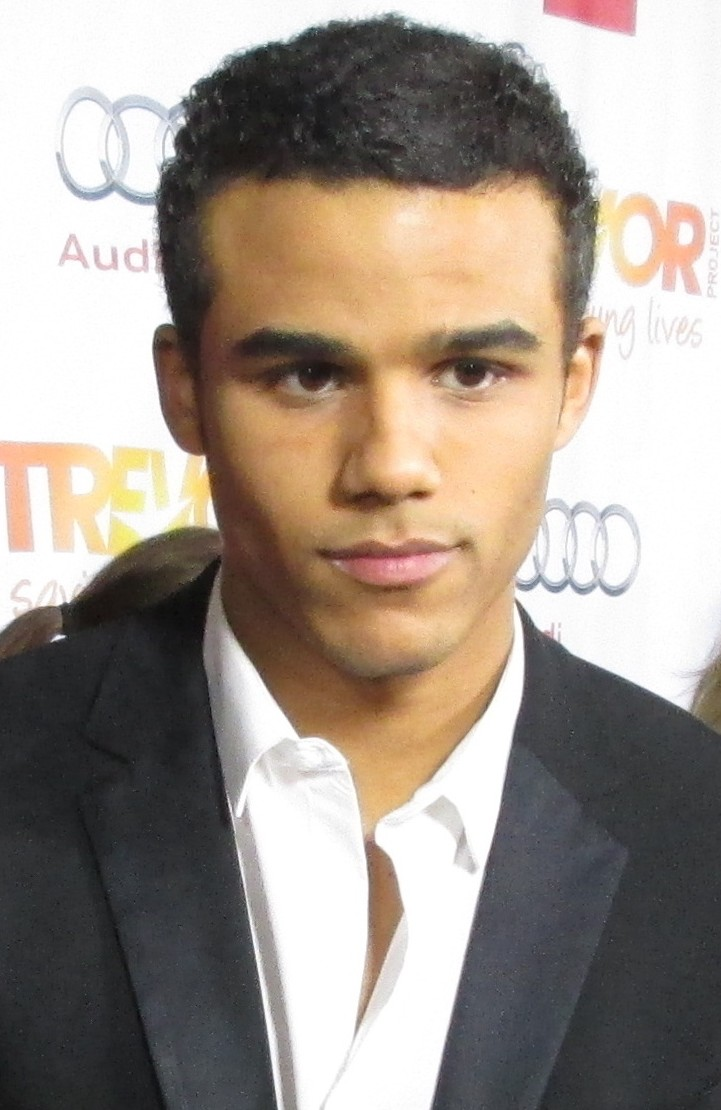
O ator que interpreta Jake: Jacob Artist

Jacob Puckerman (Jacob Artist) é o meio-irmão mais novo de Noah Puckerman. Filho de um romance proibido entre o pai de Puck e uma garçonete. Tem o temperamento do irmão, entra para o New Directions no episódio "Britney 2.0" após se envolver em uma briga para defender Marley e sua mãe. Marley se apaixona por Jake porém ele esta namorando Kitty.  Em "The Break Up" Kitty insulta Marley e Jake termina com Kitty pois esta apaixonado por Marley. Em "The Role You Were Born To Play" um novo aluno Ryder Lynn fala com Marley sobre o musical "Grease" e isso deixa Jake com ciumes de Marley. Assim ele decide fazer a audição para o musical ele e Kitty cantam "Everybody Talks" na audição. Jake perdeu o papel de "Danny" para Ryder. Em "Grease" Ryder beija Marley e Jake ve. Em "Dynamic Duets Jake finalmente decide chamar Marley pra sair mas Ryder o imterrompe e diz que ela irá sair com ele na sexta pra ver o jogo de futebol, os dois trocam insultos e empurrões. Finn pede para eles fazerem um dueto, os dois estão vestidos com heróis "Mega Stud" e durante a performance de " Superman" onde eles disputam Marley, os dois começam uma briga com muitos socos. Jake descobre que Ryder tem dislexia e conta a Finn que o ajuda. Durante uma confusão na cantina Ryder protege Jake dos jogadores de futebol os dois se tornam amigos. Ryder desmarca o encontro com Marley e a garota decide convidar Jake para um encontro, ele aceita sem pensar duas vezes. Em "Sadie Hawkins" Marley convida Jake para o baile e ele aceita, Jake finalmente se declara para a garota dizendo que quer ficar só com ela. Em "Naked" Jake participa do calendário para arrecadar fundos para as Regionals, ele da um calendário para Marley onde esta escrito "Eu Te Amo". Em "Girls (and Boys) on Film Marley diz a Jake que Ryder a beijou ele se chateia com ela. Em "Feud" eles fazem as pazes. Já na Quinta no começo tudo ocorre bem ate Bree convida ele para ajuda as Cheerios em "A Katy or a Gaga" ele a ajuda no mesmo dia ele tenta Transa com a Marley que se recusa fazendo ir atras da Bree Marley só vem descobri e termina em "The End of Twerking" desde então ele voltou a ser Bad-Boy e implica com a aproximação de Ryder com Marley, Teve uma suspeita de Gravides com Bree mas logo em  "Puppet Master" , em "City of Angels" ser Junta a Ryder para ajuda Marley Logo após pede nas Narcionais em "New Directions" ele e os outros Marley, Unique, Ryder e Kitty Juram mante-se Juntos e amigos mesmo com o Fim do Club nas suas vidas. com o fim do Glee Sue o Transferi-o do McKilley

### Marley Rose
Marley Natalie Rose (Melissa Benoist) chega em McKinley High na quarta temporada da série, ou seja, no seu primeiro ano no ensino médio, ela e a sua mãe, que trabalha como merendeira no McKinley, são muito pobres. No primeiro episódio da 4ª temporada, The New Rachel (na tradução livre, A Nova Rachel), tem o sonho de entrar para o club glee, ao fazer o teste para entrar no club glee, Marley canta muito bem e é escolhida para entrar no club glee, tudo parecia estar bem até Marley ouvir Kitty e os integrantes do Glee Club fazendo piadas de sua mãe por ser extremamente gorda, Marley fica magoada e revela todos que ela é sua mãe, o club glee envergonhosamente pede desculpas para Marley e fica tudo bem. Marley ficou apaixonada por Jake Puckerman, logo depois Jake entrou no club glee, e parecia que os 2 ficariam juntos mais Jake começou namorar Kitty, Marley ficou muito triste. No musical "'Grease"' Marley deseja ficar com papel principal,ela conhece Ryder causando ciumes em Jake,formando um triângulo amoroso, felizmente Marley ganha o papel principal juntamente com Ryder no qual seriam o par amoroso do musical. No musical Marley canta muito bem mais cai nas garras de Kitty, Kitty aperta as roupas da Marley para parecer que esta acima do peso. Numa cena do musical Ryder da um beijo em Marley. Em"Dynamic Duets", Marley chama Jake para um encontro, eles vão juntos ao baile, e em "Naked" eles se beijam e começam a namorar, em "I Do", Ryder beija Marley e ela fica balançada pelo rapaz,ela conta a Jake em "Girls (and Boys) on Film", onde ela imagina Ryder durante a performance de "Unchained Melody", Jake se chateia. Porém em "Feud" eles fazem as pazes Marley diz amar Jake e diz que quer ficar com ele. Na quinta temporada, ela está namorando com Jake, mas em "A Katy or a Gaga", ela se recusa a fazer sexo com ele e ele fica chateado e ela diz para ele procurar as cheerios. Ele trair ela e ela só descobre em "The End of Twerking" (05x05) e Logo Acaba, Ryder aproveita para tenta conquistá-la mas ela deixa bem claro que num que ser envolver com ninguém mas a verdade é que ela ainda ama Jake, nas Narcionais "City Of Angels" Marley não ser assegura continua no Glee Club logo por suas Canções Originais não foram aceita em concursos ela revela a Ryder que não tem certeza sobre a Carreira que que seguir e após as Narcionais Deixara o Glee club Ryder não pensa duas vezes ser junta a Jake para ajuda-la e pede a Mercedes para conversa com ela após pede nas Narcionais o Fim dos "New Directions" Marley e os outros Jake, Ryder, Kitty e Unique Juram mante-se Juntos e amigos mesmo com o Fim do Club nas suas vidas. com o fim do Glee Sue a Transferi-o do McKilley

### Wade "Unique" Adams

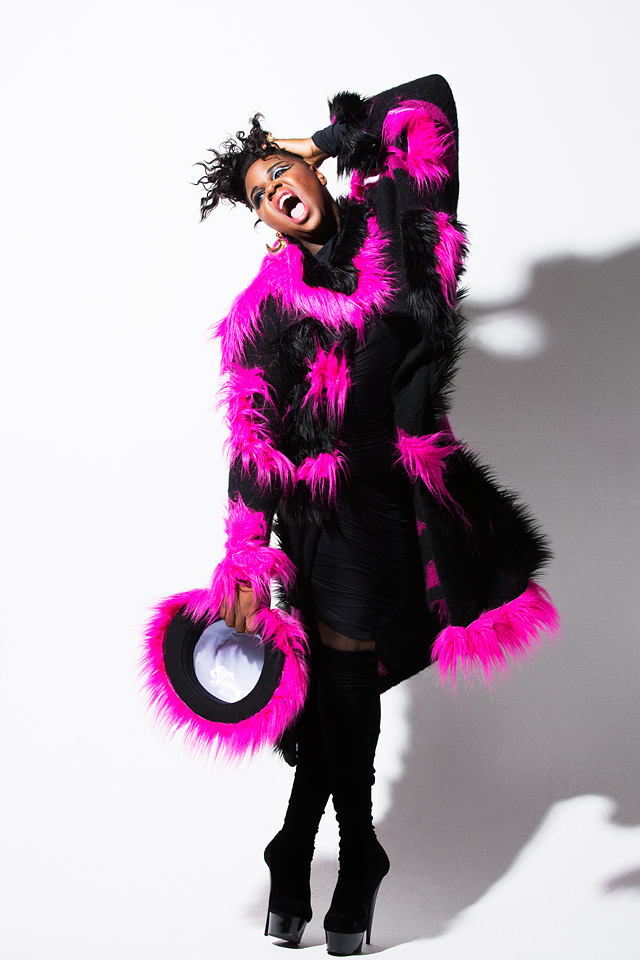

Wade "Unique" Adams (Alex Newell) aparece pela primeira vez na terceira temporada episódio "Saturday Night Glee-ver" como um novo vocalista de destaque do Vocal Adrenaline, é um fã de Mercedes e Kurt, apesar de serem um rival na competição. Unique é uma jovem mulher trans, que quer se apresentar na competição. Quando ela aparece no palco no Clube Glee durante as Regionais, Unique é um sucesso. Unique fica transtornado com a publicidade e pressão, mas depois de uma conversa de estimulo de Kurt e Mercedes. Além de sua segunda aparição em  "Nationals", ele também aparece brevemente no episódio "The New Rachel ". Na quarta temporada transfere-se para McKinley High e junta-se o New Directions. Ela começa apresentando-se como uma menina nesse episódio durante o horário escolar, apesar da pressão que ela sofre dos colegas para aparecer em traje masculino. Apesar de nenhuma equipe ou alunos de McKinley reconhecer Unique para a mulher que ela é, algumas não aceitam ela "fingir" ser uma mulher. No quinto episódio, "The Role You Were Born to Play", está escalado para o papel feminino de Rizzo para o musical da escola, Greace, mas Sue Sylvester informa seus pais no episódio seguinte, "Glease", e ele retira-se do show. Logo depois "Unique" passa a gostar de um membro do ND, cujo nome dele é Ryder so que não tem coragem de dizer, então cria um perfil falso e finge se uma garota chamada Katie,  no episódio "All Or Nothing" o Ryder descobre e fica muito chatiado com a "Unique" e diz que nunca mais vai falar com ela. Depois que eles ganham as "REGIONAIS" Unique e Ryder se abraçam, Na Quinta ela continua a mesma mas os problemas com sua sexualidade começão logo como Bree descobre que ela ussa o banheiro Masculino no "The End of Twerking" o que mexe com os costume da escola, ela tenta alerta Marley sobre as atitudes de Bree e Jake mas Marley não se importa "A Katy or a Gaga" logo após Vem as Narcionais e depois o Fim dos "New Directions" Unique e os outros Marley, Jake, Ryder e Kitty Juram mante-se Juntos e amigos mesmo com o Fim do Club nas suas vidas.  com o fim do Glee Sue a Transferi-o do McKilley. na Sexta ela reaparece no episódio 7 intitulado "Transitioning" onde ela ajuda a antiga treinadora Shannon Beiste passa para Sheldon Beiste em sua troca de sexo.

### Jane Hayward
Jane (Samantha Marie) Aparece no segundo episódio da Sexta temporada, ela Estuda na Dalton é uma Fãn dos Warbles para onde ela pede para fazer audição Blaine resolver ajuda-la e pede a Rachel que a ajude a fazer uma boa apresentação, após a audição Blaine concorda em deixa-la entra mas os garotos vão contra pela política, após não conseguir entra ser demanda para o Mckilley onde é aceita. em  "Jagged Little Tapestry" ela e Mason fazem um dueto, mas Kurt os Critica por não ser esforçarem enquanto Rachel acha que ele fizeram o melhor para quem começou. em "The Hurt Locker, Part 2" ela é contra muda de Set-List mostrado uma Jane Perfeccionista e Certinha que não curte muito ser aventura. em "Child Star" ele começa a ser envolver romanticamente por Mason mas nem tudo são flores graça a irma dele Madison. Em " The Rise and Fall of Sue Sylvester" Após os Warbles ser Uni aos New Directions ela não reage bem já que guarda magoa de não pode ser uma Warbler por ser Mulher, mas para frente ela esquece disso e foca na vitória nas Seccionais. Em "Dreams Come True" é revelado que após a vitória nas Seccionais ela permanece na Formação do Glee Club de 2015.

### Roderick
Roderick (Noah Guthrie) Aparece no 1 episódio da Sexta temporada "Loser Like Me" , Ele estuda no McKilley esta no seu Último ano, ele é gordo e tímido oque ele se zoado por todos,em " Homecoming " assim que o News Directions retorna Rachel tenta recruta-lo mas ele acha que por causa dele ser a Piada do McKilley ninguém ira querê entra no clube, Após ouvirem ele cantando os formandos do Glee o convencem a entra,  ele faz audição e entra como 1 membro após o ser reaberto. em "Child Star" ele sofre pelo padrões físicos rigorosos que Sue Colocou no McKilley, Apos Spencer descobri que ele é Amigo e Parceiro de Laboratório de Alistair ele fazem um trato para um ajuda o outro, após Roderick desisti do trato por ser preguiçoso, Spencer o ajuda e o da força Roderick ver que é ora de muda um pouco e ser acerta com seu novo amigo. " We Built This Glee Club" ele e Spencer tem dificuldades para aprende os passos de Dança para a competição eles perde a Kitty para ajudá-los mas mesmo assim Spencer acaba ser machucando e ele tem uma ideia para ajuda seu amigo.Em "Dreams Come True" é revelado que ele ser formou e ser mudou para NY, onde esta perto de Rachel, Kurt, Artie, Santana, Brittany e Kitty.

### Mason McCarthy
Mason (Billy Lewis Jr) Aparece no 2 episódio da Sexta temporada Homecoming,ele é Irmão Gêmeo de Madison, ele é das Cheerios.  Ele faz audição junto com sua Irma Madison, eles são muitos entranho pela sua maneira de agir, são recrutados por Quinn, Santana e Brittany, em  "Jagged Little Tapestry" ele é Jane fazem um dueto, nó mesmo episódio eles pedem a Rachel e Kurt que os tornes campeões após Kurt pega pesado com eles sobre a apresentação. em "Child Star" ele confessa seus sentimentos por Jane e a chama para sair mas tudo começa a da errado quando Madison ser mete no seus planos fazendo ele toma uma atitude sobre seu Irma, mas apos ele confessa oque sente por Jane ele e Madison ser acertam. Em "Dreams Come True" é revelado que após a vitória nas Seccionais ele permanece na Formação do Glee Club de 2015.

### Madison McCarthy
Madison (Laura Dreyfuss) Aparece no 2 episódio da Sexta temporada Homecoming, Irma Gêmea de Mason, ela é das Cheerios. Ela faz audição junto com seu Irmão Mason, eles são muitos entranho pela sua maneira de agir, são recrutados por Quinn, Santana e Brittany. Madison é muito apegada a seu Irmão oque o Atrapalha as vezes em "Child Star" os dois discutem por ela ser manipuladora e atrapalha o envolvimento dele com Jane, após ele confessa que esta apaixonado por Jane eles dois ser acetam e ela da passe livre para ele vive a vida dele. Em "Dreams Come True" é revelado que após a vitória nas Seccionais ela permanece na Formação do Glee Club de 2015.

### Spencer Porter
Spencer (Marshall Williams) Aparece no 1 episódio da Sexta temporada "Loser Like Me", Ele é um Jogador de Fotball, tem um grande desejo de ser torna o QuarterBack mas Beiste acha que ele não é apto para esse posto no time, ele é Gay assumido e não deixa barato que mexe com sua sexualidade oque o faz ser explosivo, Kurt tenta recruta-lo pois o Glee o ajudaria mas ele ser recusa ser junta a eles, Fazendo Sue o chama para ser alia a ele para acaba com o Glee mas ele resolver não ser envolver nesse rixa. "Jagged Little Tapestry" ele Fala a sue que Beiste esta agindo estranho para Sam fica com o posto de Treinado para assim ele te como ser torna o QuarterBack. Já em "The Hurt Locker, Part 2" Sam diz a ele que o tornará Quarterback se ele entrar o clube Glee. No episódio "What the World Needs Now" ele e Kitty demostra uma pequena amizade que mas para frente possa floresce. no episódio "Child Star" ele faz uma troca uma troca de Favor com Roderick para que ele o ajude com Alistair paceiro de laboratório de Roderick e a paixão de Spercer logo após ele ajuda Roderick e os dois ser tonarem amigos ele e Alistair falam o que sente um para o outro e começão a namora. em " We Built This Glee Club" ele e Roderick tem dificuldades para aprende a Dança os Fazendo pedi ajuda a Kitty, mas no meio dos ensaio ele ser machuca e torcer o pé fazendo fica impossibilitado de dança mesmo assim com a ajuda de Roderick ele consegue participa da Seccionais.  Em "Dreams Come True" é revelado que após a vitória nas Seccionais ele permanece na Formação do Glee Club de 2015.

### Alistair
Alistair (Finneas O'Connell) Ele Aparece no episódio 9 "Child Star" da Sexta Temporada, ele é um adolescente estuda no McKilley esta no seu Último ano e é amigo e Parceiro de Laboratório de Roderick. Spencer é apaixonado por ele, mas ele o ignora o tempo todo pelo jeito arrogante que Spencer tem, mas ele acaba se encantando por quando Spencer demostra um lado dele que poucos conhecem, desde então eles se beijam, Alistair aceita namorá-lo e entra para o Glee Club. Em "Dreams Come True" é revelado que após a vitória nas Seccionais ele permanece na Formação do Glee Club de 2015.

### Myron Muskovitz
Myron Muskovitz (J.J. Totah) Ele chega no episódio 9 "Child Star" da Sexta Temporada ele é uma criança de 13 anos mimada e que quer todos seus capricho sejam atendidos, ele é sobrinho do Bob Harris O superintendente o seu tio pede a Sue que os News Directions ser apresente no seu Bar Mitzvah, apos tudo ocorre bem ele ser transfere para o McKilley com ajuda do seu tio e entre para os News Directions, ele demostra te uma queda por Kitty a qual ele chantageia. Em " The Rise and Fall of Sue Sylvester" ele avisa a Rachel que seu tio acabara com o Glee ser eles não vencerem as seccionais, mesmo ele tenta convence-lo a não fecha o club seu tio vai contra. Em "Dreams Come True" é revelado que após a vitória nas Seccionais ele permanece na Formação do Glee Club de 2015.